# Équipe cycliste Ineos Grenadiers
« Ineos Grenadiers » redirige ici. Pour le véhicule tout-terrain, voir Ineos Grenadier.
L'équipe cycliste Ineos Grenadiers, anciennement Sky, puis Ineos, est une équipe cycliste britannique qui effectue sa première année en compétition en 2010. Créée à l'initiative de British Cycling, la fédération britannique de cyclisme, en partenariat avec l'opérateur de télévision par satellite BSkyB, elle a le statut d'équipe World Tour. Elle est dirigée par Dave Brailsford. Son effectif comprend notamment Egan Bernal ou Geraint Thomas. Elle a remporté sept Tours de France avec Bradley Wiggins (2012), Christopher Froome (2013, 2015, 2016 et 2017), Geraint Thomas (2018) et Egan Bernal (2019). Par le biais de Christopher Froome, elle a également remporté les Tours d'Espagne 2011 et 2017 et le Tour d'Italie 2018, tandis que Tao Geoghegan Hart a fait de même sur le Tour d'Italie 2020 et Bernal sur l'édition 2021.
Après neuf saisons passées sous le nom du Team Sky, la société de médias britannique Sky UK décide de ne pas renouveler son parrainage. L'équipe est reprise par le groupe de chimie britannique Ineos et est renommée Team Ineos en avril 2019, puis Ineos Grenadiers en août 2020.

## Sponsors et financement de l'équipe

Logo de l'équipe utilisé de 2010 à avril 2019.

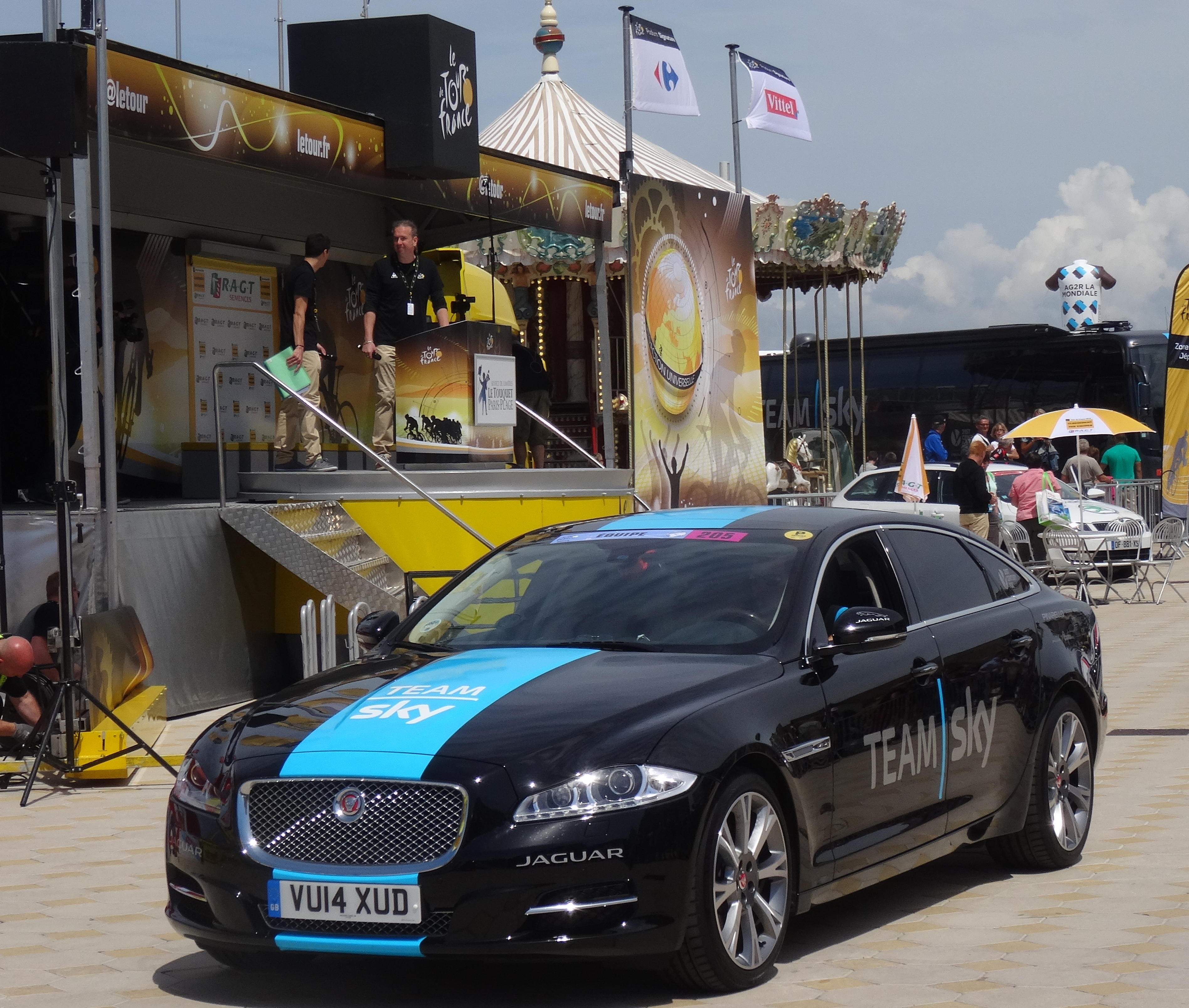
Une des Jaguar XJ peu après le départ de la 4e étape du Tour de France 2014 au Touquet-Paris-Plage.

L'équipe Sky est la propriété de British Sky Broadcasting, ou BSkyB, opérateur de télévision par satellite britannique. BSkyB apporte 30 millions de livres sterling sur quatre ans. Son engagement porte jusqu'à la fin de la saison 2013.
BSkyB est partenaire de British Cycling depuis juillet 2008 dans un programme quinquennal visant à favoriser la création d'équipes d'élite et l'émergence de coureurs talentueux. Ce partenariat, à l'origine, ne comprend pas le projet d'équipe professionnelle sur route de British Cycling. Il débouche entre autres sur la création de l'équipe de cyclisme sur piste Team Sky+ HD, le programme Skyride, visant à promouvoir l'utilisation de la bicyclette par les Britanniques par des manifestations cyclistes ouvertes à tous,. L'engagement de Sky dans le projet d'équipe professionnelle sur route est annoncé par British Cycling le 26 février 2009.
Adidas a fourni les vêtements jusqu'à fin 2012. Rapha Performance puis Castelli ont ensuite remplacé la marque allemande.
Pinarello fournit au Team Sky ses cadres et ses fourches jusqu'en 2013.
La firme Jaguar fournit les automobiles des mécaniciens et des directeurs sportifs jusqu'en 2015. En 2016, Ford devient partenaire de l'équipe en fournissant notamment des modèles Focus, Transit ou S-max.
Le 19 mars 2019, il est annoncé qu'Ineos, une multinationale de produits chimiques appartenant à Jim Ratcliffe, devient le nouveau sponsor principal à compter du 1er mai 2019. L'équipe est renommée Team Ineos.
| Équipement                        | Sponsor                                                                             | Autres sponsors                                                                               |
| --------------------------------- | ----------------------------------------------------------------------------------- | --------------------------------------------------------------------------------------------- |
| Vélos                             | Pinarello (2010-)                                                                   | Kask (casques) Pro (finition kits) Fi'zi:ik (selles) Oakley Elite Muc-Off Park Tool iProspect |
| Véhicules d'équipe                | Jaguar (2010-2015) Ford (2016-)                                                     | Kask (casques) Pro (finition kits) Fi'zi:ik (selles) Oakley Elite Muc-Off Park Tool iProspect |
| Vêtements                         | Adidas (2010-2012) Rapha (2013-2016) Castelli (2017-)                               | Kask (casques) Pro (finition kits) Fi'zi:ik (selles) Oakley Elite Muc-Off Park Tool iProspect |
| Groupe                            | Shimano (2010-)                                                                     | Kask (casques) Pro (finition kits) Fi'zi:ik (selles) Oakley Elite Muc-Off Park Tool iProspect |
| Capteurs de puissance             | Stages (2014-)                                                                      | Kask (casques) Pro (finition kits) Fi'zi:ik (selles) Oakley Elite Muc-Off Park Tool iProspect |
| Nutrition                         | CNP Professional Sports Nutrition Science In Sport (2016-) Healthspan Elite (2016-) | Kask (casques) Pro (finition kits) Fi'zi:ik (selles) Oakley Elite Muc-Off Park Tool iProspect |
| Home trainer/trainer intelligents | Wahoo Fitness (2014-)                                                               | Kask (casques) Pro (finition kits) Fi'zi:ik (selles) Oakley Elite Muc-Off Park Tool iProspect |

| Saison    | Budget par saison (£ millions), |
| --------- | ------------------------------- |
| 2010      | 14,603                          |
| 2011      | 16,680                          |
| 2012      | 21,398                          |
| 2013      | 22,060                          |
| 2014      | 24,479                          |
| 2015      | 24,442                          |
| 2016      | 31,084                          |
| 2017      | 34,496                          |
| 2018      | 38,016                          |
| 2019      | 40,000                          |
| 2020      | 46,374                          |
| 2021-2024 | 50 à 55                         |

## Encadrement de l'équipe

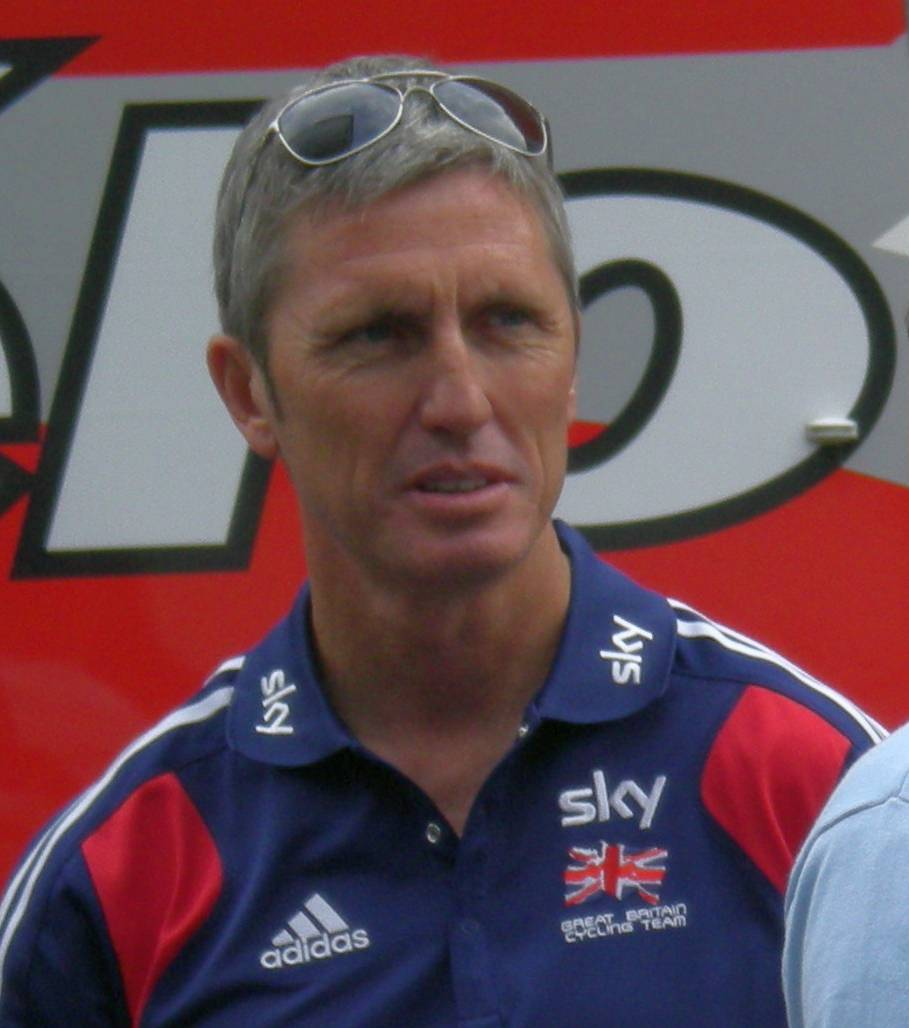
Scott Sunderland, directeur sportif de l'équipe

L'équipe est dirigée par le directeur de la performance de British Cycling, David Brailsford. L'Australien Scott Sunderland, qui a participé au montage de l'équipe, occupe le poste de directeur sportif à sa création. Il a été directeur sportif du Team CSC de 2005 à 2008. Il quitte l'équipe en mai 2010, indiquant vouloir passer plus de temps avec sa famille.
Les directeurs sportifs de l'équipe sont Marcus Ljungqvist, Sean Yates, Steven de Jongh, Servais Knaven et Nicolas Portal. Les trois premiers sont présents dans l'encadrement dès 2010, les deux autres les rejoignent en 2011. Yates est directeur sportif d'équipes cyclistes depuis 1998, notamment au sein des équipes Team CSC (2003-2004), Discovery Channel (2005-2007) et Astana (2008-2009). Ljungqvist et De Jongh commencent en 2010 leur carrière de directeur sportif. Ils ont auparavant été coureurs professionnels respectivement de 1998 à 2009 et de 1996 à 2009. Servais Knaven, coureur professionnel de 1994 à 2010, a commencé sa carrière de directeur sportif en fin d'année 2010 chez Team Milram. Nicolas Portal a effectué sa dernière saison en tant que coureur chez Sky en 2010, et a dû mettre un terme à sa carrière à cause de problèmes cardiaques.
L'Australien Shane Sutton est responsable de l'entraînement (head coach). Il a couru au sein de la dernière équipe britannique avant Sky à avoir disputé le Tour de France, en 1987. Il a été entraîneur de l'équipe nationale galloise puis, depuis 2001, de l'équipe nationale britannique. Trois entraîneurs complètent l'encadrement de Team Sky en 2010 : Rod Ellingworth, directeur de la British Cycling Academy, centre d'entraînement et de formation pour les jeunes coureurs de la fédération britannique créé en 2004 et basé à Quarrata en Italie depuis 2006, « véritable patron sportif » de la formation d'après Stéphane Mandard, journaliste au Monde ; Maximilian Sciandri, coureur professionnel de 1989 à 2004 et médaillé de bronze aux Jeux olympiques de 1996, et responsable de l'entraînement de la British Cycling Academy ; et Dan Hunt, entraîneur au sein de la fédération britannique depuis 2005, qui a notamment pris en charge Rebecca Romero et Wendy Houvenaghel. Hunt et Sciandri ne sont plus présents en 2011. Bobby Julich intègre l'équipe d'entraîneurs en 2011, en provenance du Team Saxo Bank. Oliver Cookson est  coordinateur de la performance  de l’équipe.

## Histoire de l'équipe
La création de l'équipe est annoncée le 26 février 2009, avec le parrainage majeur fourni par BSkyB. La société recherchait un sport dans lequel elle pourrait avoir un impact positif et diversifié grâce à son sponsoring. British Cycling a commencé sa relation avec BSkyB en 2008 avec un financement de 1 million de livres sterling pour l'équipe de cyclisme sur piste « Sky Track Cycling » après les Jeux olympiques d'été que les pistards britanniques ont dominé. Après une visite en 2008 du vélodrome de Manchester, siège du centre national du cyclisme, le président de BSkyB, James Murdoch, s'est rapidement intéressé à ce sport. Au cours de l’été 2008, British Cycling a fait du lobbying auprès de BSkyB pour qu'elle lance une équipe britannique de cyclisme sur route qui participerait aux principaux événements du calendrier. BSkyB a accepté de financer l'équipe dans le but de permettre à un coureur britannique de remporter le Tour de France d'ici cinq ans.
L'intention initiale du Team Sky est de constituer une équipe de 25 coureurs avec un noyau de cyclistes britanniques et d'encourager les jeunes talents. Les six premiers coureurs confirmés sont Geraint Thomas, Steve Cummings, Chris Froome, Russell Downing, Ian Stannard et Peter Kennaugh, tous des coureurs britanniques. Le 10 septembre 2009, dix coureurs étrangers sont confirmés : Edvald Boasson Hagen, Thomas Lövkvist, Kurt Asle Arvesen, Simon Gerrans, Juan Antonio Flecha, Kjell Carlström, John-Lee Augustyn, Greg Henderson, Lars Petter Nordhaug et Morris Possoni. D'autres ajouts à l'équipe, notamment Chris Sutton et Bradley Wiggins de Garmin-Slipstream, Michael Barry et Ben Swift de l'équipe Katusha ont été réalisés avant le début de la saison 2010,,. Avant leur première saison, six maillots sont testés à l'écran pour assurer la visibilité lorsque les coureurs sont filmés en course.

### 2010-2011: les premières saisons, succès rétroactif sur la Vuelta 2011

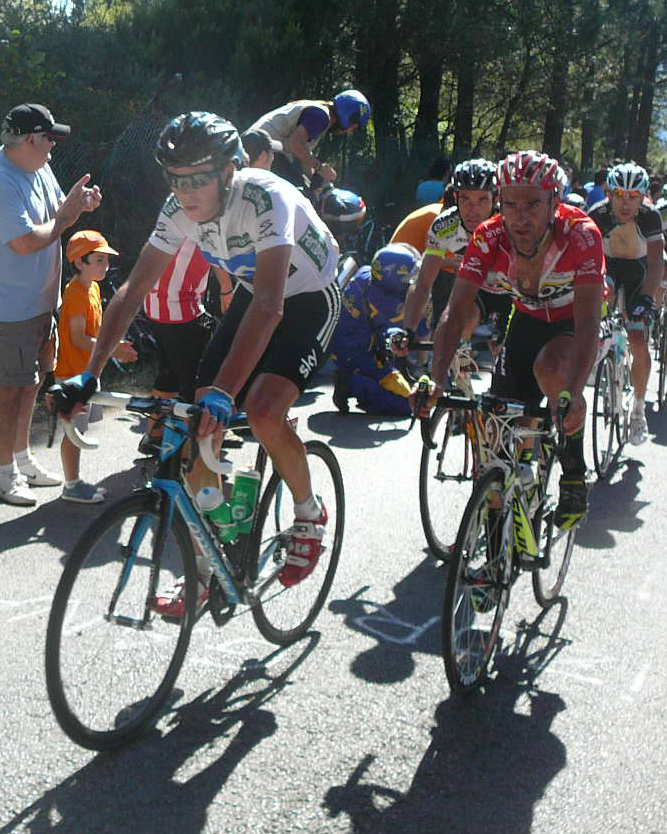
Chris Froome (à gauche) lors du Tour d'Espagne 2011, premier succès sur un grand tour pour l'équipe.

Dès sa première saison, l'équipe obtient une licence d'UCI ProTeam, qui lui permet de participer aux courses du ProTour et de demander des wild-cards pour participer aux épreuves historiques du calendrier mondial UCI. L'équipe remporte une victoire lors de sa première course en janvier 2010, la Cancer Council Helpline Classic, en Australie, avec Greg Henderson et Chris Sutton prenant respectivement les première et deuxième places. Le premier événement ProTour auquel elle participe est le Tour Down Under en janvier. La formation est également invitée à participer aux trois grands tours, via des invitations,. En février 2010, Juan Antonio Flecha gagne la semi-classique belge Circuit Het Nieuwsblad après une attaque en solitaire,,.
 
Le 9 mai, Bradley Wiggins devient le premier coureur de l'équipe à porter le maillot de leader d'un grand tour, après son succès sur le prologue d'ouverture du Tour d'Italie. Le même mois, Ben Swift remporte le Tour de Picardie, la première victoire sur course par étapes pour le Team Sky. Lors du Tour de France, Geraint Thomas termine deuxième sur les pavés de la troisième étape et porte le maillot blanc en tant que leader du classement des jeunes. Le Tour est cependant une déception pour l'équipe. Thomas Lövkvist se classe premier coureur à la 17e place du classement général (Wiggins termine à la 24e place). Lövkvist est le leader désigné sur le Tour d'Espagne, mais l'équipe se retire après la septième étape, à la suite du décès du soigneur Txema González. Au total, le Team Sky comptabilise 22 victoires lors de sa première saison, avec 50 podiums.
L'année 2011 est plus réussie. Ben Swift remporte deux étapes du Tour Down Under et termine troisième au classement général. Bradley Wiggins se classe troisième de Paris-Nice et remporte le Critérium du Dauphiné, alors que Geraint Thomas gagne le Tour de Bavière. Sur le Tour de France, Edvald Boasson Hagen gagne deux étapes, tandis que Wiggins abandonne après s'est fracturé la clavicule lors de la septième étape. Après le Tour, Boasson Hagen poursuit sur sa bonne forme en remportant la Vattenfall Cyclassics et l'Eneco Tour, deux épreuves du World Tour. L'équipe domine le Tour d'Espagne, le dernier grand tour de l'année, où Christopher Froome se révèle. Christopher Sutton et Froome gagnent chacun une étape, alors que Froome et Wiggins terminent respectivement deuxième et troisième au classement général, devancés par Juan José Cobo. Ce dernier est suspendu pour dopage en juillet 2019 et perd ses succès obtenus sur la Vuelta. Christopher Froome remporte donc le Tour d'Espagne huit ans après. Il s'agit du premier grand tour pour l'équipe. Pour sa deuxième année d'existence, l'équipe Sky se classe deuxième du World Tour et Wiggins huitième du classement individuel.

### 2012: victoire de Wiggins sur le Tour de France

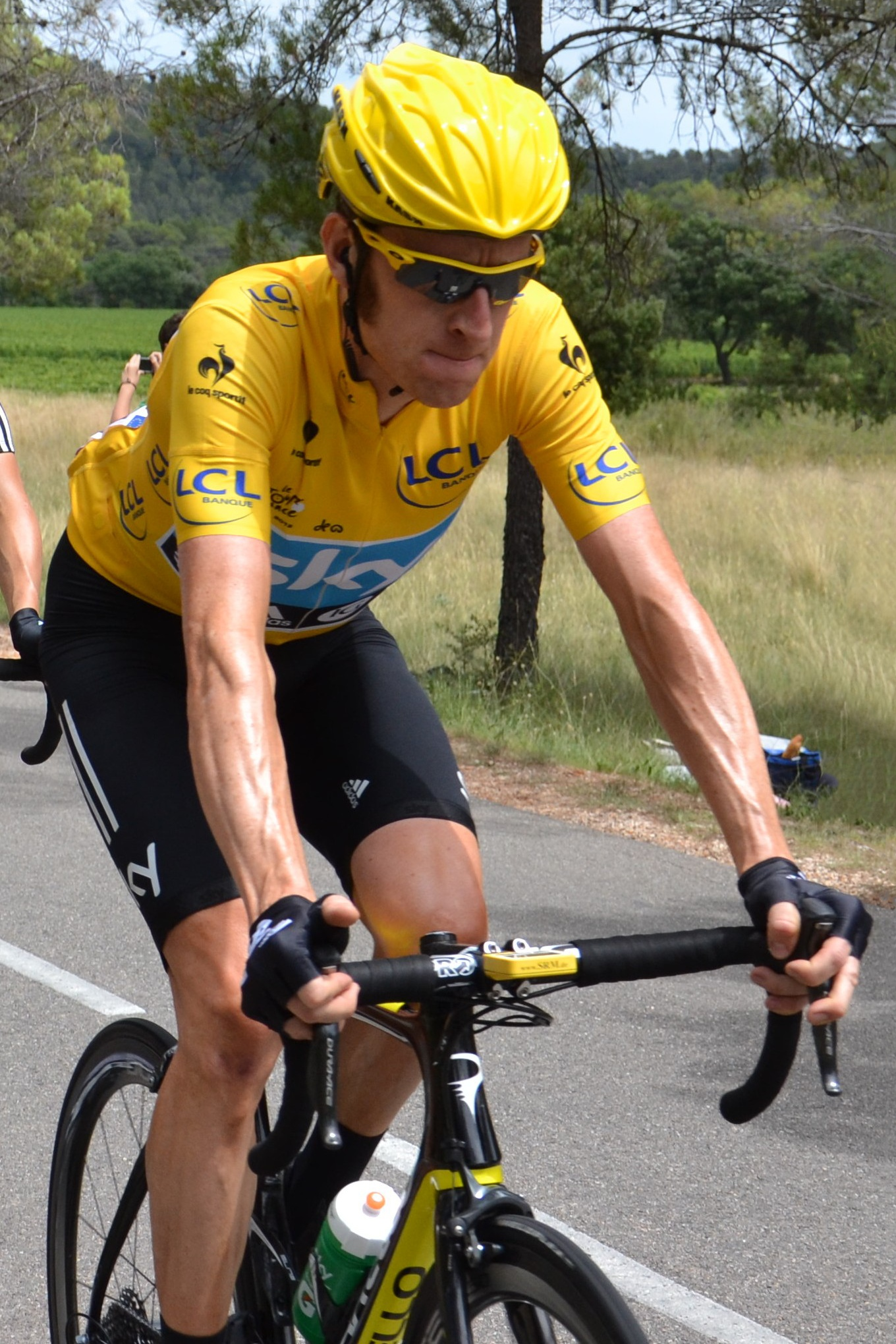
Bradley Wiggins portant le maillot jaune lors du Tour de France 2012.

L'équipe fait signer huit nouveaux coureurs dont les grimpeurs Richie Porte et Sergio Henao, le sprinteur Mark Cavendish, ainsi que son poisson-pilote Bernhard Eisel notamment. Cavendish et Eisel étaient coéquipiers chez HTC-Highroad qui a disparu fin 2011. Rigoberto Urán termine septième et meilleur jeune du Tour d'Italie. Bradley Wiggins remporte Paris-Nice, le Tour de Romandie et le Critérium du Dauphiné avant de devenir le premier Britannique à remporter le Tour de France. Il s'impose devant son coéquipier Christopher Froome et l'Italien Vincenzo Nibali. L'équipe remporte également 6 étapes grâce à Wiggins (deux étapes), Froome (une étape) et Cavendish (trois étapes dont la dernière étape des Champs-Élysées à Paris). Wiggins devient par la suite champion olympique du contre-la-montre devant Tony Martin et Froome. Le 9 septembre, l'équipe obtient sa 100e victoire grâce à la victoire de Lars Petter Nordhaug au Grand Prix cycliste de Montréal. Edvald Boasson Hagen remporte le Grand Prix de Plouay et Froome termine quatrième du Tour d'Espagne remporté par Alberto Contador. L'équipe domine le classement par équipes de l'UCI World Tour et Wiggins termine deuxième du classement individuel.
L'intersaison est marquée par de nombreux mouvements, avec notamment les départs de Cavendish, Nordhaug, Juan Antonio Flecha et Michael Rogers. Ils sont compensés par les arrivées de Jonathan Tiernan-Locke (vainqueur du Tour de Grande-Bretagne), Vasil Kiryienka et Dario Cataldo, entre autres.

### 2013: nouveau succès sur le Tour avec Froome

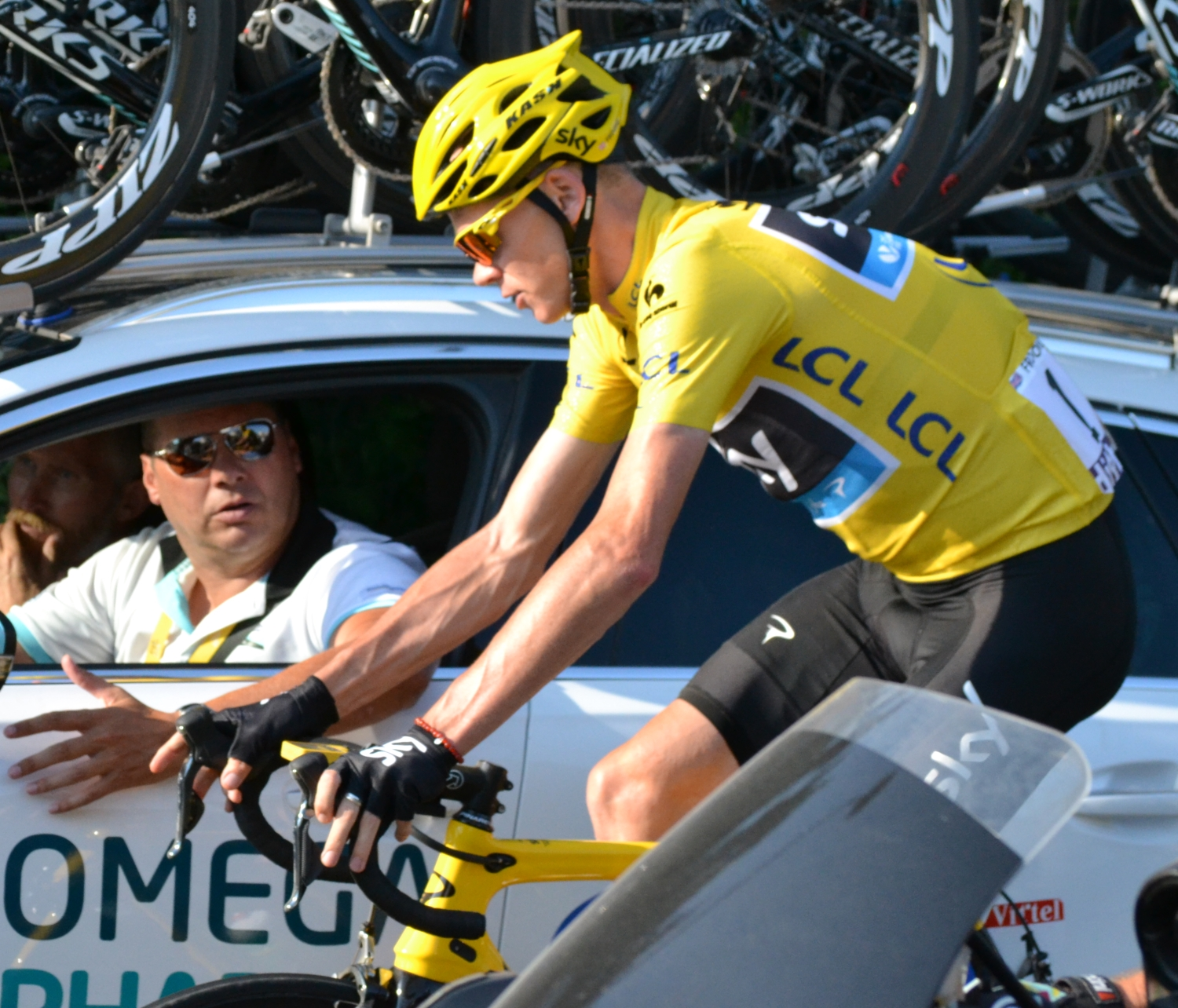
Chris Froome lors du Tour de France 2013

La saison 2013 commence avec le Tour Down Under, où Geraint Thomas remporte la deuxième étape et le classement par points. En février, Froome remporte le classement général, le classement par points et la cinquième étape du Tour d'Oman. En mars, Richie Porte gagne Paris-Nice, y compris deux des trois dernières étapes de la course, l'étape-reine et le contre-la-montre final. Christopher Froome remporte une victoire d'étape sur Tirreno-Adriatico. L'équipe réalise ensuite un doublé au Critérium International avec Froome devant Porte.
Après sa victoire sur le Tour de France en 2012, Bradley Wiggins a commencé sa saison en visant le Tour d'Italie 2013 et avec l'intention de soutenir Froome sur le Tour de France. Sur le Giro, l'équipe a remporté le contre-la-montre par équipes de la deuxième étape, ce qui a permis à Salvatore Puccio de porter le maillot rose. Wiggins a été gêné par un accident lors de la septième étape, puis a lui-même chuté le lendemain, avant d'abandonner lors de la 13e étape en raison d'une infection à la poitrine. Propulsé leader, Rigoberto Urán gagne une étape et termine deuxième du général derrière Vincenzo Nibali.
Froome poursuit sa saison avec des victoires au classement général au Tour de Romandie en avril et au Critérium du Dauphiné en juin. En juillet, Froome remporte la 100e édition du Tour de France, devant Nairo Quintana. Il a également obtenu trois succès d'étapes à Ax 3 Domaines, au sommet du Mont Ventoux et lors du dernier contre-la-montre individuel. Par la suite, Vasil Kiryienka gagne une étape du Tour d'Espagne. Après la déception du Giro, Wiggins termine sa saison avec une deuxième place lors des championnats du monde de contre-la-montre, terminant à 46 secondes de Tony Martin, l'équipe remportant le bronze sur le contre-la-montre par équipes.

### 2014: échec sur le Tour et titre mondial

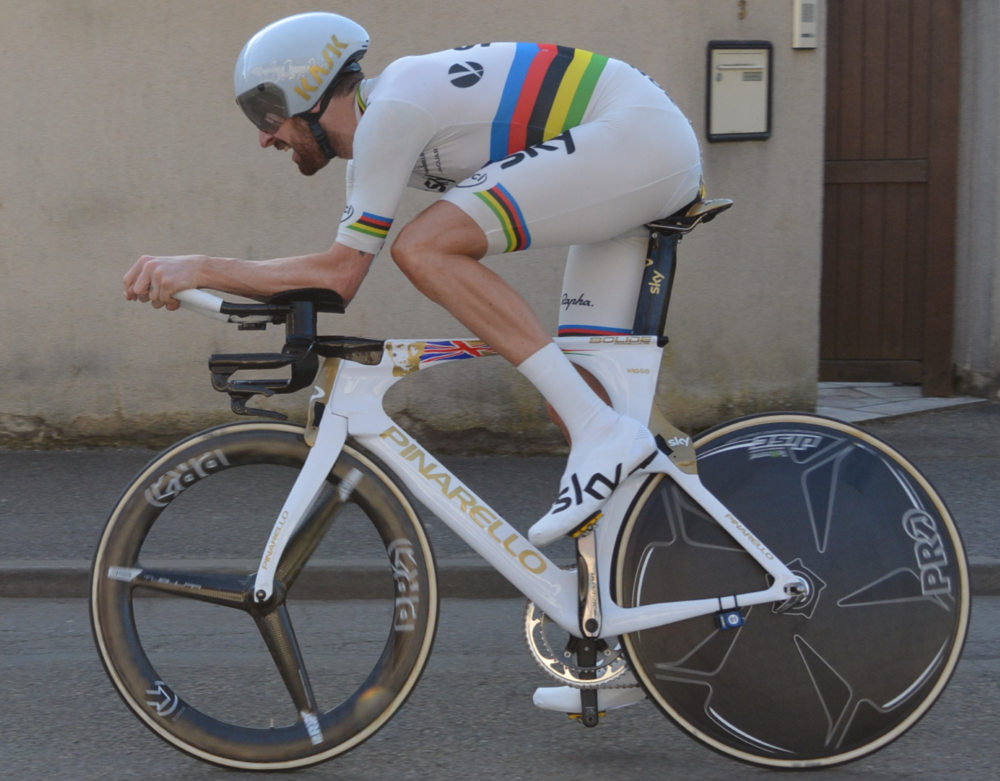
Bradley Wiggins avec le maillot arc-en-ciel lors du Paris-Nice 2015

L'intersaison est marquée par les départs de Rigoberto Urán et Mathew Hayman, tandis que Mikel Nieve rejoint l'équipe. La saison 2014 a bien commencé, Christopher Froome conserve son titre sur le Tour d'Oman et Kennaugh remporte la Semaine internationale Coppi et Bartali. Tout au long de la saison, l’équipe subit de nombreuses blessures. Geraint Thomas abandonne Paris-Nice après une chute lors de la septième étape alors qu'il est en tête du classement général. Richie Porte abandonne Tirreno-Adriatico et le Tour de Catalogne et déclare forfait pour le Tour d'Italie.
En avril, Froome remporte le Tour de Romandie, puis Wiggins gagne le Tour de Californie. La malchance revient sur le Critérium du Dauphiné, où Froome chute alors qu'il porte le maillot de leader, même si l'équipe obtient trois victoires d'étape (deux pour Froome et une pour Nieve). Froome termine en dehors du top 10, à plus de quatre minutes du vainqueur Andrew Talansky. En juillet, il défend son titre sur le Tour de France, mais abandonne sur l'étape des pavés. En conséquence, Richie Porte a hérité des responsabilités de leader d'équipe, mais il perd du temps dans les étapes alpine et pyrénéenne. Le meilleur coureur de l'équipe au classement général est finalement Nieve, 18e, à 46 minutes et 31 secondes du vainqueur Vincenzo Nibali, ce qui constitue l'une des pires performances de l'équipe sur le Tour de France. Après avoir abandonné le Tour de France, Froome court le Tour d'Espagne, où il termine en deuxième position, à une minute et dix secondes derrière le vainqueur Alberto Contador.
En septembre, Wiggins devient champion du monde du contre-la-montre, avec plus de 25 secondes d'avance sur son adversaire éternel, Tony Martin. Il remporte le premier maillot arc-en-ciel de la Team Sky. L'équipe termine seulement neuvième du classement UCI World Tour et ne remporte aucune étape sur les grands tours pour la première fois.
En fin d'année, Edvald Boasson Hagen, Dario Cataldo et Joe Dombrowski ne renouvellent pas leur contrat et quittent l'équipe. Sky recrute Leopold König, Nicolas Roche, Wout Poels, Lars Petter Nordhaug et le sprinteur Elia Viviani. Le 5 janvier 2015, Wiggins signe une prolongation le liant à l'équipe jusqu'à Paris-Roubaix.

### 2015: troisième Tour de France et nouveau titre mondial

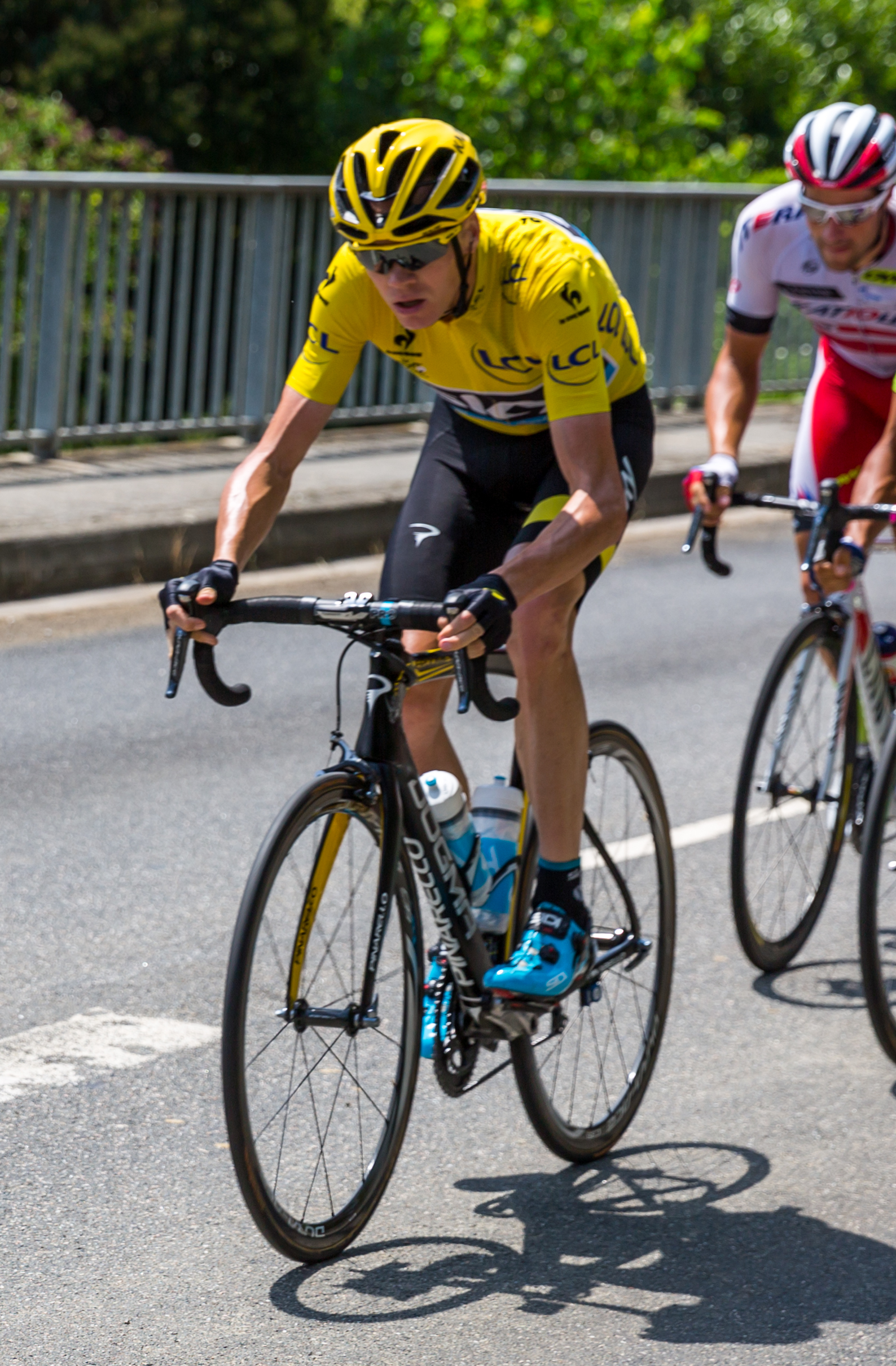
Froome lors de la 13e étape du Tour de France 2015

En janvier, Richie Porte devient champion d'Australie du contre-la-montre et termine deuxième du Tour Down Under. À la fin du mois de février, Ian Stannard obtient une deuxième victoire consécutive sur le Circuit Het Nieuwsblad face à trois coureurs Etixx-Quick Step : Tom Boonen, Niki Terpstra et Stijn Vandenbergh. Porte s'adjuge ensuite deux étapes et le général de Paris-Nice. La même semaine, Wout Poels a enregistré sa première victoire pour l'équipe lors de la cinquième étape de Tirreno-Adriatico.
À la fin du mois de mars, Geraint Thomas s'adjuge en solitaire le Grand Prix E3, tandis que Porte remporte le Tour de Catalogne. En avril, après Paris-Roubaix, Bradley Wiggins quitte l'équipe et rejoint sa propre équipe, ce qui lui permet de se concentrer sur les Jeux olympiques de 2016. Porte gagne le Tour du Trentin, grâce à une victoire décisive sur l'arrivée au sommet de l'étape-reine et se place en favori pour le Tour d'Italie. Après avoir limité la perte de temps dans le contre-la-montre par équipes inaugural, Elia Viviani obtient la première victoire de l'équipe dans un grand tour depuis le Tour d'Espagne 2013 et s'empare du maillot rose. Sur la 10e étape, Porte perd 47 secondes et est pénalisé de deux minutes d'amende pour avoir accepté l'aide d'un coureur d'une autre équipe, ce qui le fait reculer à la 12e place au classement général. Après avoir perdu du temps sur les autres étapes, il abandonne lors du deuxième jour de repos, tandis que Vasil Kiryienka remporte le contre-la-montre et que Leopold König se classe sixième du général.
Chris Froome fait son retour au Critérium du Dauphiné, où il remporte le général avec une avance de 10 secondes sur Tejay van Garderen et où l'équipe remporte trois étapes. L'équipe domine le Tour de France. Après une solide performance sur le Mur de Huy, Froome prend la tête de la course. Lors de la première étape en montagne, l'arrivée au sommet de la Pierre-Saint-Martin, il remporte l'étape, ce qui lui permet de bénéficier d'une avance considérable et de la conserver jusqu'au bout. La domination de l'équipe Sky irrite une partie du public, ainsi Porte aurait été frappé aux côtes par un spectateur dans les Pyrénées et Froome aurait reçu de l'urine par un autre spectateur.
Plus tard en septembre, Nicolas Roche gagne une étape du Tour d'Espagne et Vasil Kiryienka devient champion du monde du contre-la-montre avec neuf secondes d'avance sur Adriano Malori. En fin d'année, Richie Porte est le principal coureur à quitter l'équipe, qui recrute Mikel Landa, Gianni Moscon, Danny van Poppel, Beñat Intxausti, Tao Geoghegan Hart et le champion du monde 2014 Michał Kwiatkowski.

### 2016: quatrième victoire sur le Tour et première victoire sur un Monument

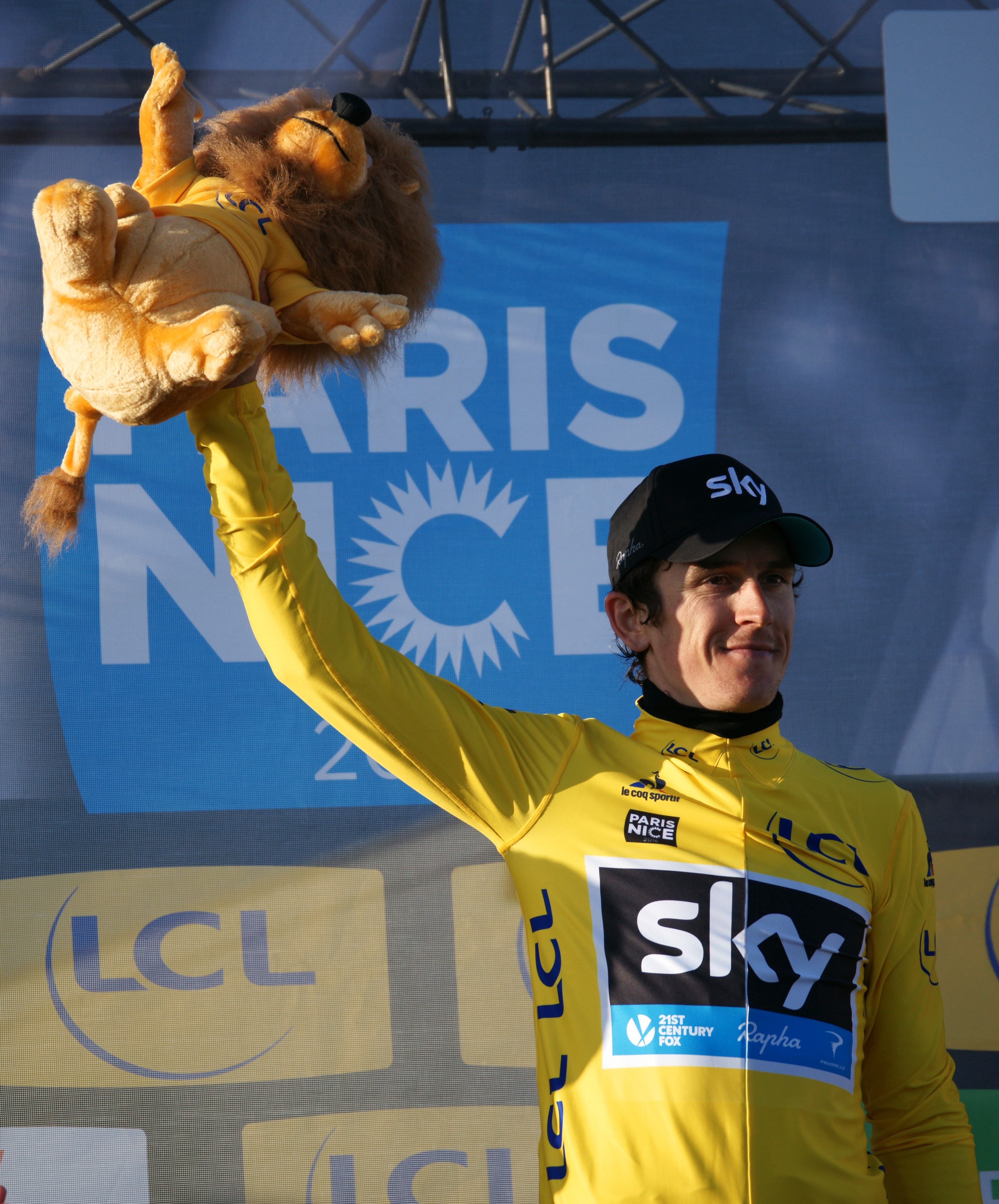
Geraint Thomas vainqueur du Paris-Nice 2016, la quatrième victoire en cinq ans sur cette course pour l'équipe.

En début de saison 2016, l'équipe enchaîne les victoires sur les courses par étapes. Geraint Thomas remporte coup sur coup le Tour de l'Algarve (pour la deuxième année consécutive) et Paris-Nice (quatrième victoire en cinq ans pour l'équipe Sky). La formation britannique est entrée dans la campagne des classiques du printemps dans le but de remporter sa première classique « Monument ». La nouvelle recrue, Michał Kwiatkowski, remporte le Grand Prix E3, une semi-classique. Par la suite, les coureurs de l'équipe terminent successivement deuxième de Milan-San Remo, cinquième du Tour des Flandres et troisième de Paris-Roubaix. Lors de Liège-Bastogne-Liège, Wout Poels apporte la première grande classique pour l'équipe après un succès obtenu lors d'une journée avec des conditions météorologiques difficiles et de la neige.
L'autre recrue Mikel Landa gagne le Tour du Trentin. Il est chef de file de Sky pour le Tour d'Italie et annoncé comme prétendant à la victoire, mais, malade il abandonne au cours de la dixième étape. Mikel Nieve sauve le Giro de l'équipe en gagnant une étape et le classement des grimpeurs. En juin, Christopher Froome remporte son troisième Critérium du Dauphiné et se positionne en favori pour le Tour de France. Lors de la huitième étape, il surprend ses adversaires en attaquant dans la descente du Col de Peyresourde, ce qui lui permet de gagner l'étape et de prendre le maillot jaune. Lors de la 12e étape, il chute en compagnie de Porte et Mollema à cause d'une moto stoppée par des spectateurs alors qu'ils avaient lâché les autres leaders, il perd presque deux minutes avant d'être reclassé dans le même temps que Mollema au même titre que Porte. Il remporte la 18e étape devant Tom Dumoulin, un contre-la-montre entre Sallanches et Megève passant par la côte de Domancy et remporte son troisième Tour de France. Il devient le quatrième coureur à remporter trois fois le Tour (aux côtés de Philippe Thys, Louison Bobet et Greg LeMond) et le premier depuis Miguel Indurain (en 1995) à défendre avec succès son titre. C'est aussi la première fois que l'équipe termine un grand tour avec ses neuf coureurs.
Fin août, l'équipe remporte le contre-la-montre inaugural du Tour d'Espagne et Peter Kennaugh, puis Michał Kwiatkowski portent le maillot rouge de leader du général. Froome remporte ensuite deux étapes, mais est piégé lors de l'étape de Formigal et perd plus de deux minutes et demie. Il termine finalement deuxième du classement général à 1 minute et 23 secondes de Nairo Quintana. L'équipe termine la saison au troisième rang du classement par équipes de l'UCI World Tour, Froome étant son coureur le mieux classé avec une troisième place au classement individuel.

### 2017-2018: quatre grands tours en deux ans

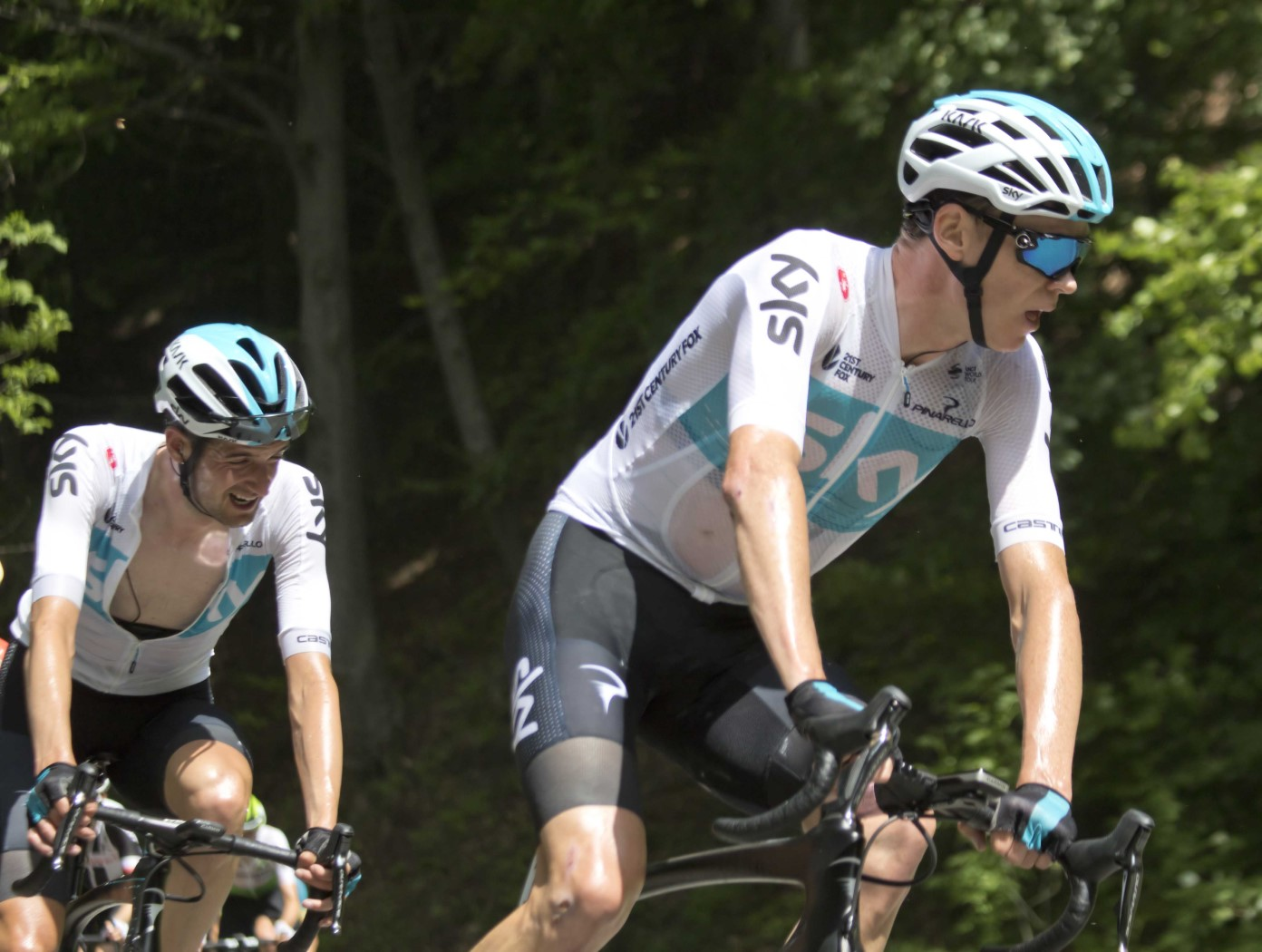
Froome, lors de la 19e étape du Tour d'Italie 2018, en route pour un troisième grand tour consécutif

La saison 2017 est la plus réussie de son histoire. En mars, Michał Kwiatkowski réalise le doublé Strade Bianche-Milan-San Remo et Sergio Henao remporte Paris-Nice. Geraint Thomas remporte une étape sur Tirreno-Adriatico et porte le maillot de leader pendant une journée, puis s'adjuge le général du Tour des Alpes. Les résultats de l'équipe sont ensuite freinés par la chute de Thomas lors du Tour d'Italie, et un Critérium du Dauphiné en demi-teinte de Christopher Froome. Mais ce dernier remporte en juillet un quatrième Tour de France, avant d'enchaîner avec un doublé historique lors du Tour d'Espagne, puis une médaille de bronze aux mondiaux du contre-la-montre. Entre-temps, Kwiatkowski remporte une nouvelle classique, la Classique de Saint-Sébastien et Elia Viviani gagne coup sur coup l'EuroEyes Cyclassics et la Bretagne Classic. Sky s'impose au classement par équipes du World Tour. C'est son deuxième succès dans ce classement, après celui obtenu en 2012. Deux de ses coureurs terminent parmi les dix premiers du classement individuel : Christopher Froome, deuxième, et Michał Kwiatkowski, sixième. Au total, l'équipe remporte 34 courses en 2017, ce qui en fait la troisième équipe la plus prolifique de la saison, derrière Quick-Step Floors (56) et BMC (48).
Lors de l'intersaison, l'équipe recrute notamment les grimpeurs Egan Bernal et Pavel Sivakov, ainsi que le champion du monde chez les espoirs Kristoffer Halvorsen, tandis que Mikel Landa, Mikel Nieve et Elia Viviani quittent l'équipe.

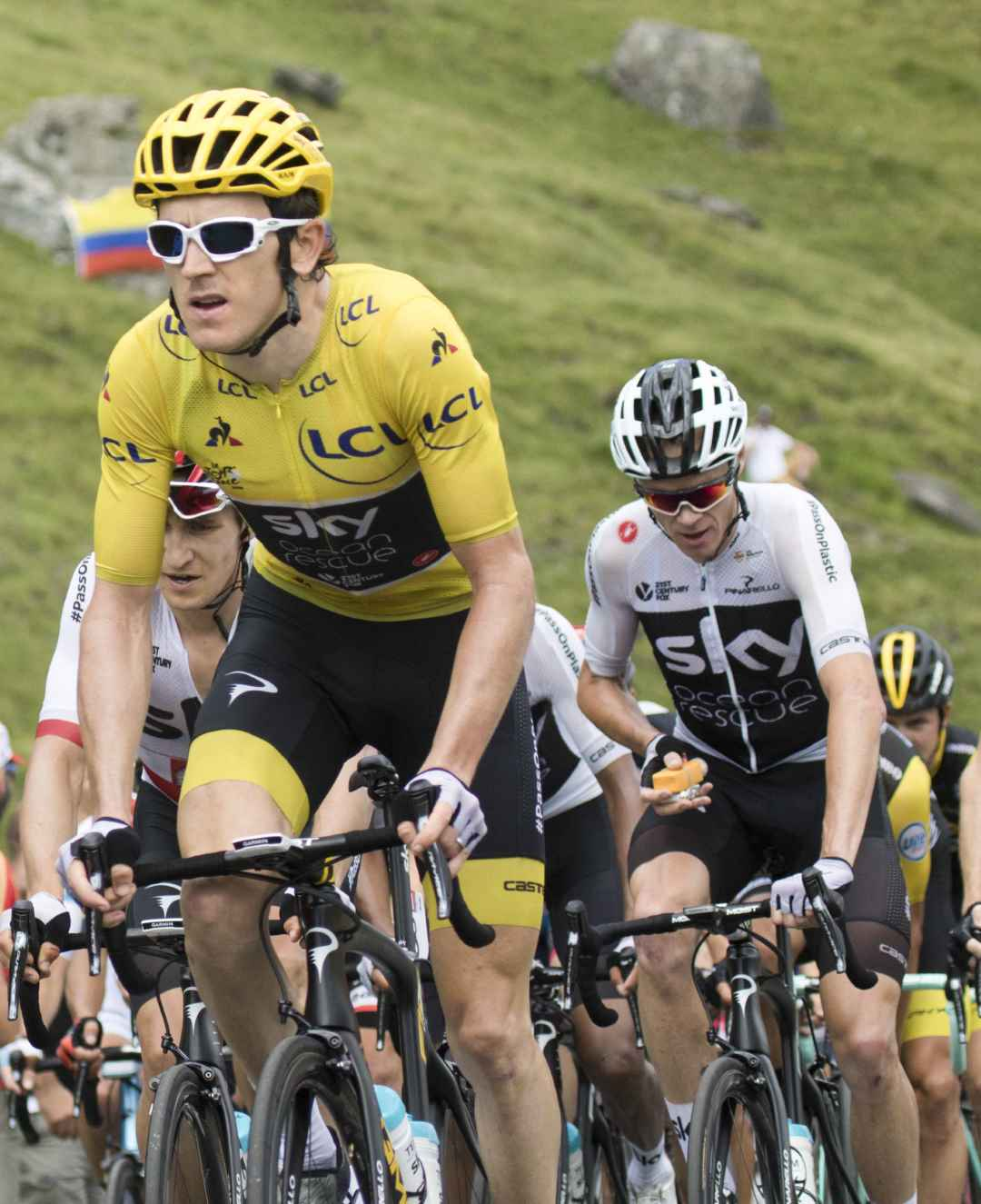
Geraint Thomas et Froome lors du Tour de France 2018

En début de saison 2018, Michał Kwiatkowski est l'homme en forme de l'équipe, puisqu'il remporte le général sur le Tour de l'Algarve et Tirreno-Adriatico. Plus tard dans la saison, il porte le maillot rouge de leader pendant trois jours sur le Tour d'Espagne et gagne le Tour de Pologne. De son côté Egan Bernal se révèle au niveau World Tour, en obtenant plusieurs résultats, dont une victoire au général du Tour de Californie. En gagnant le Tour d'Italie, Christopher Froome réalise l'exploit d'être le tenant du titre des trois grands tours. Malgré la domination de Simon Yates et une forme en dent de scie, il prend le pouvoir lors de la terrible étape du Colle delle Finestre, où il part seul à 80 kilomètres de l'arrivée pour renverser la course. Avant d'être blanchi en juillet, Froome était sous la menace d'une suspension en raison d'un contrôle anormal au salbutamol réalisé sur la Vuelta 2017. Geraint Thomas remporte en juin le Critérium du Dauphiné. Lors du Tour de France, il se montre le plus solide et régulier et remporte deux étapes et le classement général devant Tom Dumoulin et Froome. Contrairement aux années précédentes, l'équipe Sky n'a pas brillé sur les classiques World Tour et le Tour d'Espagne. En fin de saison, Gianni Moscon s'adjuge le Tour du Guangxi, ainsi que deux semi-classiques italiennes la Coppa Agostoni et le Tour de Toscane. Comptabilisant 43 succès, Sky se classe finalement deuxième du World Tour et Geraint Thomas est quatrième du classement individuel.

### 2019: arrivée d'Ineos, Bernal gagne le Tour

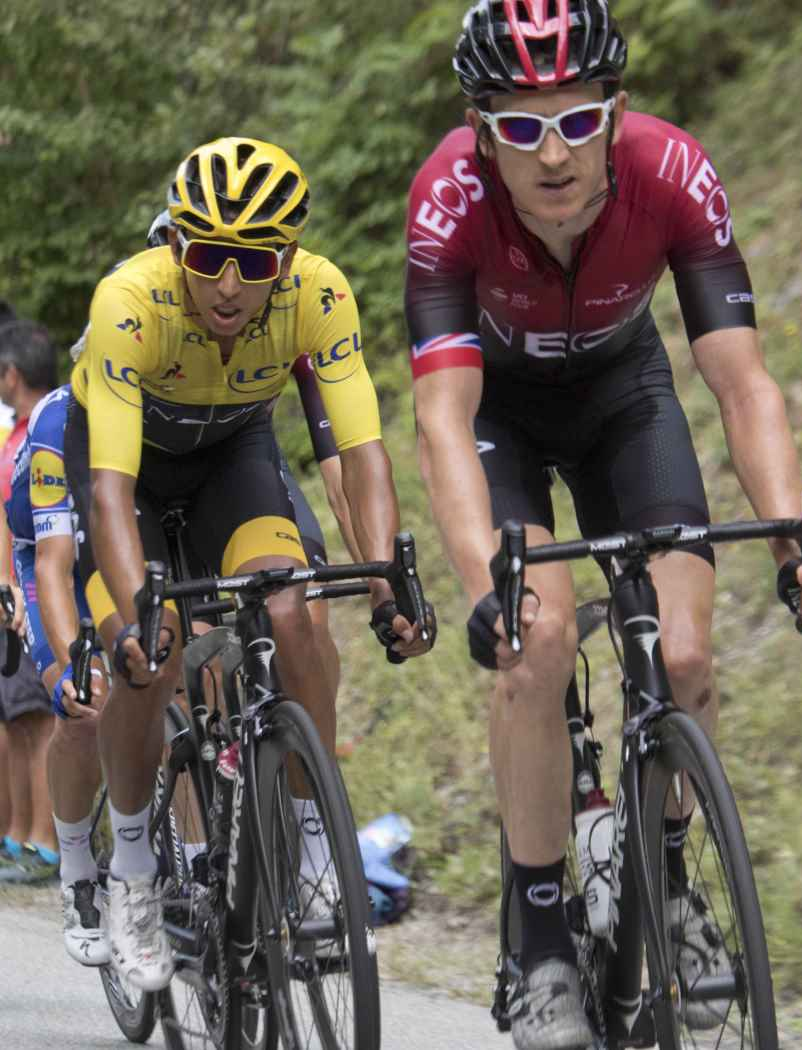
Egan Bernal et Geraint Thomas réalisent le doublé sur le Tour de France 2019.

Le 12 décembre 2018, l'opérateur de télévision par satellite Sky, sponsor principal de l'équipe, annonce à la surprise générale sa volonté de se désengager à l'issue de la saison 2019, après y avoir investi 166 millions d'euros depuis 2010,. Cette annonce ne signifie pas pour autant la fin de l'équipe puisque son directeur général, Dave Brailsford, précise être à la recherche d'un nouveau sponsor principal pour la saison 2020. C'est finalement l'entreprise Ineos qui annonce le 19 mars 2019 l'avoir rachetée ; le changement de nom a lieu le 1er mai 2019. Lors de cette année 2019, l'équipe recrute Filippo Ganna et Iván Sosa. Sixième du classement mondial par équipes, la formation britannique gagne moins que les saisons précédentes et compte 26 succès, dont huit sur le World Tour. À 22 ans, Egan Bernal prend la tête de l'équipe en remportant Paris-Nice, le Tour de Suisse et le Tour de France. Il se classe également troisième du Tour de Lombardie et termine 4e du classement mondial. Michał Kwiatkowski réalise un bon début de saison (troisième de Paris-Nice et de Milan-San Remo) avant de décliner le reste de l'année. Gravement blessé, Christopher Froome réalise une saison blanche, tandis que Geraint Thomas est troisième du Tour de Romandie et deuxième du Tour, à 1 minute et 11 secondes de Bernal. Pavel Sivakov se révèle en gagnant le Tour des Alpes et le Tour de Pologne.

### 2020-2021: deux victoires sur le Giro
En 2020, l'équipe recrute le vainqueur du Giro Richard Carapaz, et se sépare notamment de Wout Poels, David de la Cruz et Kristoffer Halvorsen. Le début de saison est marqué par la mort soudaine du directeur sportif en chef Nicolas Portal, victime d'un infarctus du myocarde le 3 mars. En conséquence de ce décès et de la pandémie de Covid-19 qui menace les courses du mois de mars, l'équipe décide de se retirer de toutes les compétitions.
Après le retour à la compétition en août, la formation est renommée Ineos Grenadiers et totalise 19 succès. L'équipe échoue à remporter le Tour de France, mais Tao Geoghegan Hart crée la surprise en remportant le Tour d'Italie grâce au contre-la-montre final à Milan, une course où Ineos Grenadiers gagne sept étapes et deux classements annexes. Richard Carapaz termine deuxième du Tour d'Espagne derrière Primož Roglič, après avoir été leader au classement général pendant cinq jours. Sur les classiques, Pavel Sivakov est deuxième de la Cadel Evans Great Ocean Road Race, tandis que Michał Kwiatkowski termine seulement sixième de la Flèche wallonne et dixième de Liège-Bastogne-Liège. Celui-ci sauve le Tour de France de l'équipe en gagnant une étape. Filippo Ganna s'affirme comme le meilleur rouleur du monde en devenant champion du monde du contre-la-montre, champion du monde de poursuite et quadruple vainqueur d'étape sur le Giro. Geraint Thomas se classe deuxième de Tirreno-Adriatico, mais abandonne sur chute le Giro. Egan Bernal passe à côté de sa saison et doit notamment abandonner le Tour de France en raison d'une douleur au dos. De son côté, à 35 ans, Christopher Froome dispute sa dernière saison avant de rejoindre Israel Start-Up Nation. Il quitte la formation britannique sans obtenir de résultats durant l'année, mais il a marqué son passage dans l'équipe avec quatre victoires sur le Tour, une sur le Giro et deux sur la Vuelta.
Lors de la saison 2021, l'équipe voit les arrivées des grimpeurs Adam Yates, Daniel Martinez, Richie Porte, ainsi que du coureur tout-terrain Tom Pidcock. Avec 35 succès et une deuxième place au classement UCI, elle réalise sa meilleure saison depuis 2018. Elle se montre très prolifique sur les courses d'une semaine et ce, dès son entame avec le Tour de Catalogne remporté par Adam Yates, tout juste arrivé. La saison se poursuit par la victoire de Geraint Thomas sur le Tour de Romandie et surtout le succès d'Egan Bernal sur le Tour d'Italie, où l'équipe gagne quatre étapes. En juin, l'équipe Ineos prolonge sa domination sur les courses par étapes en remportant coup sur coup le Critérium du Dauphiné avec Richie Porte et le Tour de Suisse avec Richard Carapaz. Désigné leader sur le Tour de France, Carapaz décroche finalement la troisième place sur le podium, après s'être montré offensif, puis devient champion olympique à Tokyo. Tom Pidcock sur l'épreuve de VTT et Filippo Ganna sur la poursuite par équipes sont également médaillés d'or lors de ces Jeux. Sur les classiques, Pidcock se classe deuxième de l'Amstel Gold Race et Adam Yates troisième du Tour de Lombardie. L'équipe rate son Tour d'Espagne, où Yates termine quatrième, tandis que Ganna est à nouveau champion du monde du contre-la-montre et qu'Ethan Hayter décroche neuf succès.

### 2022: succès sur Paris-Roubaix et podiums sur les grands tours
En 2022, Gianni Moscon et Rohan Dennis quittent l'équipe, tandis qu'Elia Viviani et plusieurs jeunes sont recrutés. Fin janvier, Tom Pidcock devient champion du monde de cyclo-cross. Malgré l'absence du leader de l'équipe Egan Bernal pendant les huit premiers mois de la saison (gravement blessé après une chute à l'entrainement), la formation Ineos Grenadiers réalise une nouvelle bonne saison, avec 39 succès et une troisième place au classement UCI. Pour la première fois depuis 2014, l'équipe ne remporte aucun grand tour, mais brille sur tous les types de course. Après avoir pris la deuxième place du Tour de Catalogne, Richard Carapaz termine deuxième du général du Tour d'Italie, où il porte le maillot rose pendant six jours. Lors du Tour d'Espagne, il est en retrait au classement général, mais gagne trois étapes et le maillot de meilleur grimpeur pour sa dernière course avec Ineos. De son côté, Geraint Thomas remporte le Tour de Suisse et termine troisième du Tour de France derrière le duo intouchable composé de Jonas Vingegaard et Tadej Pogačar. Adam Yates se contente de places d'honneur sur les grandes courses : deuxième du Tour des Émirats arabes unis, quatrième de Paris-Nice et neuvième du Tour de France, où Tom Pidcock remporte l'étape de l'Alpe d'Huez. Sur les classiques, Dylan van Baarle crée la surprise en terminant deuxième du Tour des Flandres et surtout en remportant Paris-Roubaix, une première pour l'équipe. Ethan Hayter gagne six courses, dont le Tour de Pologne, alors que Daniel Martínez s'adjuge le Tour du Pays basque et termine troisième de Paris-Nice. Michał Kwiatkowski sauve sa saison avec un succès sur l'Amstel Gold Race, tandis que Pavel Sivakov est deuxième de la Classique de Saint-Sébastien. Les Italiens Elia Viviani (un titre mondial et un titre européen sur piste) et Filippo Ganna (record de l'heure, titre mondial et record du monde en poursuite, six succès sur route) connaissent une saison contrastée.

### 2023-2024: moins de succès, mais des podiums sur les grandes courses

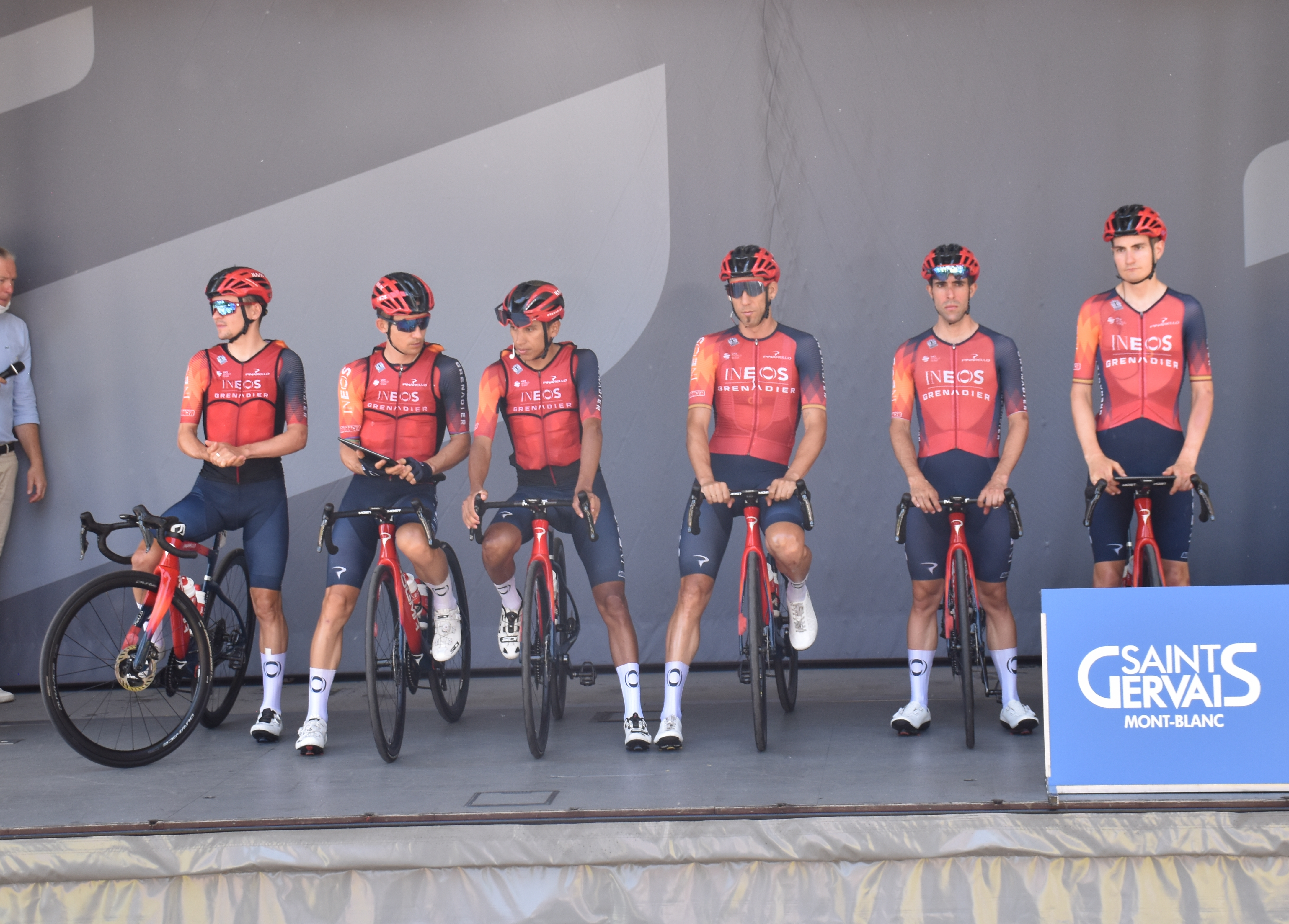
L'équipe Team Ineos-Grenadiers au départ de la 17e étape du Tour de France 2023.

Lors de l'intersaison, trois directeurs sportifs historiques de l'équipe quittent la formation britannique, à savoir Servais Knaven, Gabriel Rasch et Brett Lancaster. L'équipe voit également le départ de trois de ses leaders : Adam Yates, Richard Carapaz et Dylan van Baarle. Au total de cette année, l'équipe décroche 36 victoires et termine 4e au classement UCI. Longtemps en rose, Geraint Thomas se classe deuxième du Tour d'Italie après avoir perdu pour 14 secondes le maillot la veille de l'arrivée. Tom Pidcock gagne les Strade Bianche, se classe deuxième de Liège-Bastogne-Liège et troisième de l'Amstel Gold Race. Filippo Ganna remporte une étape du Tour d'Espagne et termine deuxième de Milan-San Remo. Carlos Rodríguez est cinquième du Tour de France. Sur les courses par étapes d'une semaine, Ineos décroche de nombreux podiums : Luke Plapp se classe deuxième du Tour des Émirats arabes unis, Tao Geoghegan Hart prend la troisième place de Tirreno-Adriatico, tout comme Michał Kwiatkowski sur le Tour de Pologne et Ethan Hayter sur le Tour du Guangxi. Enfin pour sa dernière saison dans l'équipe, Pavel Sivakov se classe deuxième du Grand Prix de Montréal et Elia Viviani troisième de la Cyclassics Hamburg.
En 2024, l'équipe décroche seulement 14 succès, son plus faible total depuis sa création en 2010. Elle termine septième du classement UCI, son plus mauvais classement depuis sa neuvième place dix ans plus tôt. Deuxième du Tour du Pays basque, Carlos Rodríguez est lauréat du Tour de Romandie et Tom Pidcock remporte l'Amstel Gold Race. Sur les grands tours, Geraint Thomas est troisième du Tour d'Italie où Jhonatan Narváez et Filippo Ganna gagnent une étape, tandis que Rodríguez est septième du Tour de France et dixième du Tour d'Espagne. Narváez est également deuxième du Tour Down Under, tandis qu'Egan Bernal revient à haut niveau en prenant la dernière place sur le podium du Tour de Catalogne.

## L'équipe face au dopage

### Politique antidopage
Depuis le lancement de l'équipe Sky, en 2010, le manager gallois Dave Brailsford n'a eu de cesse de brandir la tolérance zéro en matière d'antidopage,. Pourtant, l'équipe est régulièrement soupçonnée de dopage,. Tous ses coureurs et son personnel doivent signer un document dans lequel ils déclarent n'avoir aucune participation passée ou présente dans la prise de substances illégales. Toute personne qui enfreint l'accord à tout moment doit quitter l'équipe. Cette approche a été critiquée par David Howman de l'Agence mondiale antidopage, qui a fait valoir que la peur de perdre leur emploi découragerait les personnes ayant des antécédents de dopage à avouer.
Fin 2012, Sky ne renouvelle pas le contrat de son médecin Geert Leinders, alors que le nom de ce dernier est apparu lors d'une enquête de l'agence américaine antidopage (AMA) sur l'implication du médecin dans l'organisation d'un programme de dopage de l'équipe Rabobank. En 2015, Leinders est suspendu à vie par la Cour d'arbitrage américaine pour ses activités de dopage au sein de la formation cycliste néerlandaise,. Le directeur sportif Steven de Jongh et l'entraîneur Bobby Julich ont également quitté l'équipe lorsque leur passé de coureur a été révélé.
Bien qu'il y ait eu des spéculations que la tactique et le succès du Team Sky impliquent l'utilisation de substances interdites, Brailsford a vigoureusement nié toute utilisation de substances illégales par l'équipe, citant le succès des pistards britanniques aux Jeux olympiques, comme preuve que vous n'avez pas besoin de dopage pour dominer.
En septembre 2013, l'UCI demande à Jonathan Tiernan-Locke d'expliquer une divergence potentielle dans ses données de passeport biologique. En décembre 2013, British Cycling confirme qu'elle est chargée d'engager une procédure disciplinaire contre Tiernan-Locke par l'UCI. Sky déclare que les valeurs de sang en question ont été prises en 2012, lorsque Tiernan-Locke était membre de l'équipe Endura Racing et qu'il est suspendu de toutes les activités de l'équipe en attendant une décision. En juillet 2014, Tiernan-Locke est suspendu par l'UCI jusqu'au 31 décembre 2015, ce qui entraîne la résiliation immédiate de son contrat avec l'équipe,.
Le 19 mars 2014, l'équipe Sky annonce qu'elle retire Sergio Henao du calendrier des courses de l'équipe pendant huit semaines, après avoir présenté des taux anormaux lors de contrôles effectués en octobre 2013 en altitude. Le manager principal de l'équipe Sky, Dave Brailsford explique que la capacité de l'équipe à interpréter les résultats de Henao est entravée par un manque de connaissance sur les personnes nées en altitude comme lui. Des experts indépendants sont chargés de faire la lumière sur la situation. Par la suite en juin 2014, l'équipe annonce que le programme de recherche, menée par des chercheurs de l'Université de Sheffield, avec la collaboration de l'agence antidopage de la Colombie, est achevé. Les résultats sont envoyés à l'Agence mondiale antidopage, l'Union cycliste internationale et la Fédération colombienne de lutte contre le dopage. Henao revient à la compétition lors du Tour de Suisse 2014.
Le 20 avril 2016, il est annoncé que Henao est temporairement suspendu par sa formation, après que l'UCI a ouvert une enquête sur son passeport biologique, portant sur les mêmes données qui avaient causé son retrait en 2014. Henao déclare qu'il est « calme et confiant que cette affaire [soit] résolu rapidement » (calm and confident that this [would] be resolved soon), tandis que Dave Brailsford réitère sa confiance en son coureur. Le 31 mai, l'UCI confirme dans un communiqué qu'il ne serait pas poursuivi.
En novembre 2017, l'ancien entraîneur du Team Sky, Shane Sutton, reconnaît que l'équipe britannique utilisait certains médicaments qui nécessitent une autorisation à usage thérapeutique et ce pour renforcer les performances des coureurs.
En décembre 2017, Christopher Froome, le leader de l'équipe, est soupçonné de dopage à la suite d'un contrôle antidopage anormal au bronchodilatateur salbutamol (produit contre l'asthme) à l’issue de la 18e étape du Tour d'Espagne de 2017. Son seuil est le double du seuil autorisé par l'AMA qui est de 1000 ng/mL, ce qui pourrait entraîner une interdiction et la perte de son titre du Tour d'Espagne 2017. En attendant les résultats de l'enquête, il est au départ du Tour d'Italie 2018, qu'il remporte. Alors que les organisateurs du Tour de France indiquaient la veille ne pas souhaiter sa présence sur la grande boucle, il est finalement blanchi par l'UCI le 2 juillet 2018.
L'ancien médecin de l'équipe Sky, Richard Freeman, aurait reconnu devant le conseil de l'ordre des médecins britannique qu'il a menti à l'agence nationale antidopage (UKAD) qui l'avait interrogé en février 2017 au sujet de trente sachets de testostérone livrés en mai 2011 au siège de l'équipe.

### AUT, UKAD et retombées

#### Exemptions thérapeutiques
Une étude menée en 2014 par le docteur John Dickinson de l’Université de Kent révèle qu'un tiers des coureurs de Sky souffrent d'asthme à l'effort alors que la moyenne nationale tourne autour des 10 %. Ce pourcentage est cependant à relativiser car les études menées sur le sujet depuis trente ans suggèrent que près de la moitié du peloton cycliste ou des skieurs de fond seraient victimes d’asthme. Dans les sports d’endurance, l’hyperventilation provoque en effet une irritation bronchique qui entraîne un bronchospasme induit par l’effort.
En septembre 2016, des pirates informatiques russes ont piraté le système antidopage ADAMS de l'Agence américaine antidopage (AMA) et publié des données sur un certain nombre d'athlètes, dont Christopher Froome et Bradley Wiggins. Les autorisations d'usage à des fins thérapeutiques (AUT) sont des exemptions médicales que les athlètes peuvent recevoir lorsqu'ils ont besoin d'un traitement pour des conditions médicales préexistantes lorsque les médicaments utilisés dans le traitement figurent sur la liste des produits interdits par l'AMA. La fuite a démontré que Wiggins avait reçu des AUT pour de la triamcinolone acétonide en juin 2011, juin 2012 et avril 2013, soit quelques jours avant le début du Tour de France 2011, du Tour de France 2012 et du Tour d'Italie 2013. Wiggins a également reçu des AUT pour du salbutamol, du fluticasone, du formotérol et du budésonide alors qu'il courait au sein de HTC-Highroad en 2008. Froome a reçu des AUT pour la prednisolone en mai 2013 et pendant le Tour de Romandie 2014.
En réponse, Froome a déclaré qu'il n'avait « aucun problème » avec la fuite, tandis que le porte-parole de Wiggins a ajouté qu'« il n'y a rien de nouveau ici », et que « l'objectif était de régler un problème médical ».

#### Enquêtes de l'agence britannique antidopage

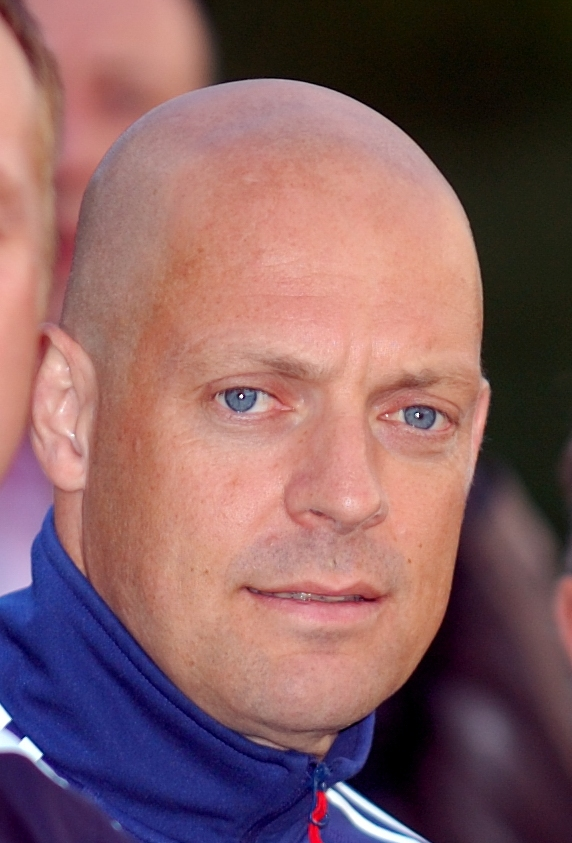
David Brailsford en 2007.

En 2016, Bradley Wiggins est au centre d’une enquête de l’agence britannique antidopage (en). Le coureur de Sky bénéficie « d'ordonnances pour des corticoïdes, des médicaments utilisés notamment pour combattre l’asthme et des allergies, mais fréquemment détournés par les sportifs à des fins dopantes, surtout lorsque les médicaments sont prescrits en période d’objectifs ».
En octobre 2016, l'Agence britannique antidopage, UK Anti-Doping (UKAD) ouvre une enquête sur le Team Sky et British Cycling. Il est révélé que l'ancien coureur anglais Simon Cope a livré un paquet, à l'équipe, lors du Critérium du Dauphiné 2011, le remettant au docteur du Team Sky - Richard Freeman - confirmant que le paquet contenait une forme de médicament. Ni l'équipe, ni Cope ne pouvaient confirmer le contenu exact du paquet. L'ancien coureur Jonathan Tiernan-Locke (qui a depuis fait l'objet d'une suspension pour dopage) a affirmé que Freeman avait administré du Tramadol à l'équipe nationale britannique lors des Championnats du monde sur route 2012. À la fin d'octobre, le Parlement a annoncé qu'il ouvrirait une enquête sur la relation entre le colis médical et l'ancien coureur, Bradley Wiggins. En décembre 2016, le président de l'UCI, Brian Cookson, a exhorté à la fois le Team Sky et son directeur général, Dave Brailsford, à donner une « divulgation complète » de ce qui était dans le paquet. Plusieurs mois avant, British Cycling avait mis en garde sur le fait que Cope travaille à la fois avec l'équipe Sky et l'équipe nationale britannique.
En décembre 2016, Brailsford annonce que le paquet contenait le médicament légal, Fluimucil - un composé mucolytique qui aide le corps à enlever le mucus collant et épais qui peut souvent être trouvé obstruant les voies respiratoires, entraînant la toux. Les représentants de British Cycling soutiennent qu'ils ne connaissent pas le contenu du paquet, tandis que le Daily Mail annonçait que Brailsford avait tenté d'empêcher que l'histoire sorte dans les médias.
En mars 2017, British Cycling a admis avoir manqué à son devoir d'enregistrer correctement le contenu de l'emballage, tandis que l'équipe soutenait qu'aucune règle antidopage n'avait été enfreinte.
Au début du mois de mars, une rumeurs fait état qu'un certain nombre de coureurs envisagent de demander à Brailsford de démissionner de l'équipe. Cependant, le même jour Geraint Thomas, Luke Rowe, Tao Geoghegan Hart, Peter Kennaugh, Michał Kwiatkowski et Elia Viviani ont apporté leur soutien à leur directeur général.
Dans le même temps, l'ancien coureur de l'équipe, Joshua Edmondson, avoue à la BBC qu'il violait la politique « sans aiguille » de l'équipe en s'injectant un cocktail de vitamines deux ou trois fois par semaine. L'équipe a déclaré avoir trouvé les vitamines, qui ne sont pas des composés interdits, et des aiguilles dans la chambre du coureur. Un jour plus tard, l'UCI a demandé à l'Agence britannique antidopage d'évaluer l'admission d'Edmondson.
Le 15 novembre 2017, l'UKAD annonce qu'elle a clos son enquête et n'a déposé aucune plainte, alléguant qu'il était impossible de déterminer le contenu du colis. L'équipe Sky et British Cycling ont publié des déclarations saluant sa conclusion,.
En février 2021, UK Anti-Doping (UKAD) a accusé Freeman de deux violations des règles antidopage : « possession d'une substance interdite » et « falsification ou tentative de falsification de toute partie du contrôle antidopage ». Freeman a déclaré son intention de contester une partie des accusations et a demandé une audience. À la suite de la décision de Freeman de faire appel des conclusions du Tribunal des médecins auprès de la Haute Cour, l'UKAD a annoncé le 1er juin 2021 qu'elle suspendait son enquête jusqu'à la conclusion de son appel. Son appel a été rejeté par la Haute Cour le 16 janvier 2023, permettant la reprise de l'enquête antidopage britannique. Le panel national antidopage (NADP) a examiné le cas de l'UKAD en juillet 2023 et a conclu que les deux accusations étaient prouvées. Freeman s'est vu imposer une suspension de quatre ans de tout sport, avec effet rétroactif au 22 décembre 2020, date à laquelle il a été suspendu,.

### Rapport du gouvernement britannique pour «Combattre le dopage dans le sport»
En mars 2018, un rapport parlementaire britannique accuse la Sky d'avoir contourné l'éthique et certaines règlementations antidopage pour remporter le Tour de France 2012. Le rapport reconnait en outre des défaillances de l’agence britannique de lutte contre le dopage. Le rapport intitulé « Combattre le dopage dans le sport », indique que Team Sky avait « franchi une ligne éthique » en utilisant des médicaments pour « améliorer les performances des coureurs » et que Brailsford doit « assumer la responsabilité du « scepticisme dommageable sur la légitimité de la performance de son équipe et ses résultats. »,. Immédiatement après la publication, Bradley Wiggins, dans une interview avec la BBC, proclame être innocent et n'avoir jamais menti, comme l'avait spéculé le rapport. Des critiques ont également ciblés la source « anonyme » et le manque de preuves tangibles entourant l'utilisation de corticostéroïdes au sein de l'équipe. Christopher Froome a par la suite soutenu le directeur de l'équipe, Brailsford, rejetant les accusations présentées dans le rapport, tandis que Geraint Thomas a déclaré que l'équipe avait même blagué sur l'utilisation de corticostéroïdes. Bernhard Eisel, ancien coureur de l'équipe, interviewé lors de Tirreno-Adriatico 2018, a également nié toute consommation de produits dopants pendant son passage au sein de l'équipe. Eisel a également critiqué les rapports pour le manque de preuve vérifiable, suggérant en outre que cela avait « créé un vide, dans lequel [Eisel] a estimé que les médias sociaux avaient rempli les blancs » et critiqué les commentaires faits par l'ancien cycliste pris pour dopage, Floyd Landis, concernant la suppression du titre 2012 de Wiggins.

## Classements UCI
Lors sa création en 2010, l'équipe est classée dans le Calendrier mondial UCI.
| Calendrier mondial | Calendrier mondial     | Calendrier mondial                        | Calendrier mondial |
| Année              | Classement par équipes | Meilleur coureur au classement individuel |                    |
| ------------------ | ---------------------- | ----------------------------------------- | ------------------ |
| 2010               | 15e                    | Edvald Boasson Hagen (17e)                |                    |
|                    |                        |                                           |                    |
| Source : UCI       |                        |                                           |                    |

En 2011, le Calendrier mondial UCI est remplacé par l'UCI World Tour.
| UCI World Tour | UCI World Tour         | UCI World Tour                            | UCI World Tour |
| Année          | Classement par équipes | Meilleur coureur au classement individuel |                |
| -------------- | ---------------------- | ----------------------------------------- | -------------- |
| 2011           | 2e                     | Bradley Wiggins (9e)                      |                |
| 2012           | 1er                    | Bradley Wiggins (2e)                      |                |
| 2013           | 2e                     | Christopher Froome (2e)                   |                |
| 2014           | 9e                     | Christopher Froome (7e)                   |                |
| 2015           | 3e                     | Christopher Froome (6e)                   |                |
| 2016           | 3e                     | Christopher Froome (3e)                   |                |
| 2017           | 1er                    | Christopher Froome (2e)                   |                |
| 2018           | 2e                     | Geraint Thomas (4e)                       |                |
|                |                        |                                           |                |
| Source : UCI   |                        |                                           |                |

En 2016, le Classement mondial UCI qui prend en compte toutes les épreuves UCI est mis en place parallèlement à l'UCI World Tour et aux circuits continentaux. Il remplace définitivement l'UCI World Tour en 2019.
| Classement mondial | Classement mondial     | Classement mondial                        | Classement mondial |
| Année              | Classement par équipes | Meilleur coureur au classement individuel |                    |
| ------------------ | ---------------------- | ----------------------------------------- | ------------------ |
| 2016               | -                      | Christopher Froome (2e)                   |                    |
| 2017               | -                      | Christopher Froome (2e)                   |                    |
| 2018               | -                      | Geraint Thomas (6e)                       |                    |
| 2019               | 6e                     | Egan Bernal (4e)                          |                    |
| 2020               | 4e                     | Richard Carapaz (11e)                     |                    |
| 2021               | 2e                     | Egan Bernal (5e)                          |                    |
| 2022               | 3e                     | Daniel Martínez (15e)                     |                    |
| 2023               | 4e                     | Filippo Ganna (15e)                       |                    |
| 2024               | 7e                     | Carlos Rodríguez (19e)                    |                    |
|                    |                        |                                           |                    |
| Source : UCI       |                        |                                           |                    |

Les coureurs sont également classés dans les circuits continentaux à partir de 2016.
UCI America Tour
| UCI America Tour | UCI America Tour       | UCI America Tour                          | UCI America Tour |
| Année            | Classement par équipes | Meilleur coureur au classement individuel |                  |
| ---------------- | ---------------------- | ----------------------------------------- | ---------------- |
| 2016             | -                      | Christopher Froome (10e)                  |                  |
| 2017             | -                      | Sergio Henao (48e)                        |                  |
| 2018             | -                      | Egan Bernal (7e)                          |                  |
| 2019             | -                      | Egan Bernal (1er)                         |                  |
| 2020             | -                      | Richard Carapaz (1er)                     |                  |
| 2021             | -                      | Egan Bernal (1er)                         |                  |
| 2022             | -                      | Daniel Martínez (2e)                      |                  |
| 2023             | -                      | Magnus Sheffield (11e)                    |                  |
| 2024             | -                      | Jhonatan Narváez (5e)                     |                  |
|                  |                        |                                           |                  |
| Source : UCI     |                        |                                           |                  |

UCI Asia Tour
| UCI Asia Tour | UCI Asia Tour          | UCI Asia Tour                             | UCI Asia Tour |
| Année         | Classement par équipes | Meilleur coureur au classement individuel |               |
| ------------- | ---------------------- | ----------------------------------------- | ------------- |
| 2016          | -                      | Vasil Kiryienka (16e)                     |               |
| 2017          | -                      | Elia Viviani (73e)                        |               |
| 2018          | -                      | David de la Cruz (254e)                   |               |
|               |                        |                                           |               |
| Source : UCI  |                        |                                           |               |

UCI Europe Tour
| UCI Europe Tour | UCI Europe Tour        | UCI Europe Tour                           | UCI Europe Tour |
| Année           | Classement par équipes | Meilleur coureur au classement individuel |                 |
| --------------- | ---------------------- | ----------------------------------------- | --------------- |
| 2016            | -                      | Gianni Moscon (31e)                       |                 |
| 2017            | -                      | Elia Viviani (4e)                         |                 |
| 2018            | -                      | Gianni Moscon (36e)                       |                 |
| 2019            | -                      | Geraint Thomas (31e)                      |                 |
| 2020            | -                      | Tao Geoghegan Hart (15e)                  |                 |
| 2021            | -                      | Adam Yates (7e)                           |                 |
| 2022            | -                      | Adam Yates (20e)                          |                 |
| 2023            | -                      | Filippo Ganna (13e)                       |                 |
| 2024            | -                      | Carlos Rodríguez (16e)                    |                 |
|                 |                        |                                           |                 |
| Source : UCI    |                        |                                           |                 |

UCI Oceania Tour
| UCI Oceania Tour | UCI Oceania Tour       | UCI Oceania Tour                          | UCI Oceania Tour |
| Année            | Classement par équipes | Meilleur coureur au classement individuel |                  |
| ---------------- | ---------------------- | ----------------------------------------- | ---------------- |
| 2016             | -                      | Peter Kennaugh (2e)                       |                  |
| 2017             | -                      | Kenny Elissonde (12e)                     |                  |
| 2020             | -                      | Rohan Dennis (6e)                         |                  |
| 2021             | -                      | Richie Porte (1er)                        |                  |
| 2022             | -                      | Luke Plapp (8e)                           |                  |
| 2023             | -                      | Luke Plapp (14e)                          |                  |
|                  |                        |                                           |                  |
| Source : UCI     |                        |                                           |                  |

## Principales victoires

### Compétitions internationales
Jeux olympiques
- Contre-la-montre : 2012 (Bradley Wiggins)
- Poursuite par équipes : 2012 (Geraint Thomas et Peter Kennaugh) et 2020 (Filippo Ganna)
- Omnium : 2016 (Elia Viviani)
- Course en ligne : 2020 (Richard Carapaz)
- Cross-country VTT masculin : 2020 et 2024 (Tom Pidcock)
- Cross-country VTT féminin : 2024 (Pauline Ferrand-Prévot)

Championnats du monde
- Cyclisme sur route
  - Contre-la-montre : 2014 (Bradley Wiggins), 2015 (Vasil Kiryienka), 2020 et 2021 (Filippo Ganna)
- Cyclisme sur piste
  - Poursuite par équipes : 2012 (Geraint Thomas et Peter Kennaugh), 2021 (Filippo Ganna) et 2022 (Ethan Hayter)
  - Scratch : 2012 (Ben Swift)
  - Poursuite : 2019, 2020, 2022 et 2023 (Filippo Ganna)
  - Omnium : 2021 et 2022 (Ethan Hayter)
  - Élimination : 2022 (Elia Viviani)
- Cyclo-cross
  - Élites : 2022 (Tom Pidcock)
- VTT
  - Cross-country short track : 2023 (Pauline Ferrand-Prévot)
  - Cross-country : 2023 (Pauline Ferrand-Prévot et Tom Pidcock)

Jeux du Commonwealth
- Course en ligne : 2014 (Geraint Thomas)

Jeux européens
- Contre-la-montre : 2015 et 2019 (Vasil Kiryienka)

Championnats d'Europe
- Omnium : 2015 (Elia Viviani)
- Contre-la-montre relais mixte : 2021 (Filippo Ganna)
- VTT cross-country : 2022 (Tom Pidcock)

### Courses d'un jour

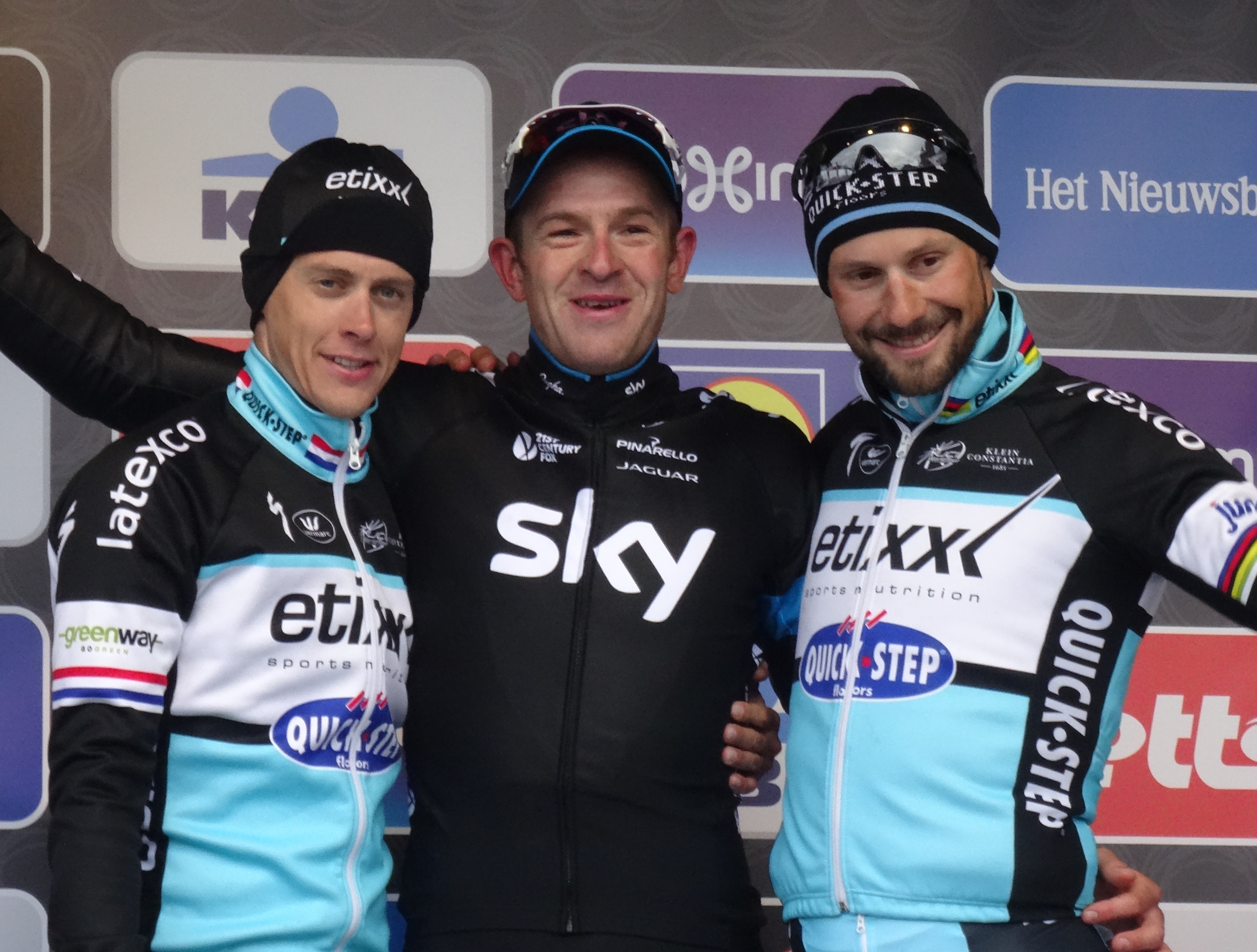
Podium de l'édition 2015 du Circuit Het Nieuwsblad : Niki Terpstra (2e), Ian Stannard (1er) et Tom Boonen (3e).

Victoires sur les classiques de niveau World Tour ou équivalent (en gras les victoires sur les classiques « Monuments ») :
- Cyclassics Hamburg : 2011 (Edvald Boasson Hagen), 2017 (Elia Viviani)
- Grand Prix de Plouay/Bretagne Classic : 2012 (Edvald Boasson Hagen), 2017 (Elia Viviani)
- Grand Prix cycliste de Montréal : 2012 (Lars Petter Nordhaug)
- Grand Prix E3 : 2015 (Geraint Thomas) et 2016 (Michał Kwiatkowski)
- Liège-Bastogne-Liège : 2016 (Wout Poels)
- Strade Bianche : 2017 (Michał Kwiatkowski) et 2023 (Tom Pidcock)
- Milan-San Remo : 2017 (Michał Kwiatkowski)
- Classique de Saint-Sébastien : 2017 (Michał Kwiatkowski)
- À travers les Flandres : 2021 (Dylan van Baarle)
- Amstel Gold Race : 2022 (Michał Kwiatkowski) et 2024 (Tom Pidcock)
- Paris-Roubaix : 2022 (Dylan van Baarle)

Victoires sur les autres courses d'un jour :
- Circuit Het Nieuwsblad : 2011 (Juan Antonio Flecha), 2014 et 2015 (Ian Stannard)
- Dutch Food Valley Classic : 2011 (Edvald Boasson Hagen)
- Kuurne-Bruxelles-Kuurne : 2011 (Christopher Sutton), 2012 (Mark Cavendish)
- Paris-Bourges : 2011 (Mathew Hayman)
- Trofeo Deià : 2012 (Lars Petter Nordhaug)
- Tour du Piémont/Gran Piemonte : 2012 (Rigoberto Urán), 2019 (Egan Bernal)
- Chrono des Nations-Les Herbiers-Vendée : 2015, 2016 (Vasil Kiryienka) et 2023 (Joshua Tarling)
- Cadel Evans Great Ocean Road Race : 2016 (Peter Kennaugh)
- Coppa Agostoni : 2018 (Gianni Moscon)
- Tour de Toscane : 2018 (Gianni Moscon) et 2023 (Pavel Sivakov)
- Tour des Apennins : 2020 (Ethan Hayter)
- Flèche brabançonne : 2021 (Tom Pidcock) et 2022 (Magnus Sheffield)
- Grand Prix de Lugano : 2021 (Gianni Moscon)
- Tour de Murcie : 2023 (Ben Turner)

### Courses par étapes

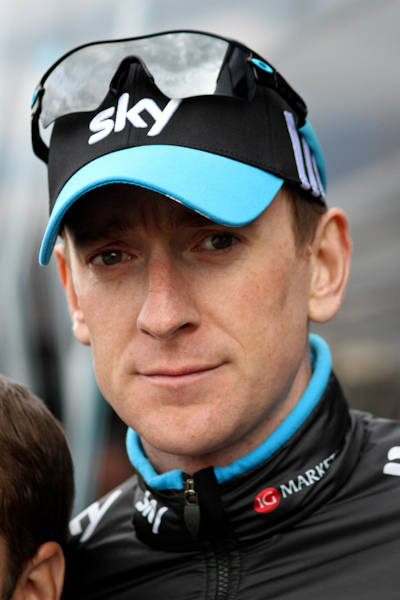
Bradley Wiggins en 2011.

Victoires sur les courses de niveau World Tour ou équivalent :
- Critérium du Dauphiné : 2011, 2012 (Bradley Wiggins), 2013, 2015, 2016 (Christopher Froome), 2018 (Geraint Thomas), 2021 (Richie Porte)
- Eneco Tour : 2011 (Edvald Boasson Hagen)
- Paris-Nice : 2012 (Bradley Wiggins), 2013, 2015 (Richie Porte), 2016 (Geraint Thomas), 2017 (Sergio Henao), 2019 (Egan Bernal)
- Tour de Romandie : 2012 (Bradley Wiggins), 2013, 2014 (Christopher Froome), 2021 (Geraint Thomas), 2024 (Carlos Rodríguez)
- Tour de Catalogne : 2015 (Richie Porte), 2021 (Adam Yates)
- Tirreno-Adriatico : 2018 (Michał Kwiatkowski)
- Tour de Californie : 2018 (Egan Bernal)
- Tour de Pologne : 2018 (Michał Kwiatkowski), 2019 (Pavel Sivakov), 2022 (Ethan Hayter)
- Tour du Guangxi : 2018 (Gianni Moscon)
- Tour de Suisse : 2019 (Egan Bernal), 2021 (Richard Carapaz), 2022 (Geraint Thomas)
- Tour du Pays basque : 2022 (Daniel Martínez)

Victoires sur les autres courses par étapes :
- Tour de Picardie : 2010 (Ben Swift)
- Tour de Wallonie : 2010 (Russell Downing) et 2023 (Filippo Ganna)
- Tour de Bavière : 2011 (Geraint Thomas), 2012 (Michael Rogers), 2014 (Geraint Thomas)
- Tour du Danemark : 2011 (Simon Gerrans)
- Tour de l'Algarve : 2012 (Richie Porte), 2015, 2016 (Geraint Thomas), 2018 (Michał Kwiatkowski) et 2023 (Daniel Martinez)
- Tour de Norvège : 2012, 2013 (Edvald Boasson Hagen), 2021 (Ethan Hayter) et 2023 (Ben Tulett)
- Ster ZLM Toer : 2012 (Mark Cavendish)
- Tour d'Oman : 2013 et 2014 (Christopher Froome)
- Critérium international : 2013 (Christopher Froome)
- Tour de Grande-Bretagne : 2013 (Bradley Wiggins)
- Semaine internationale Coppi et Bartali : 2014 (Peter Kennaugh), 2018 (Diego Rosa), 2020 (Jhonatan Narváez) et 2022 (Eddie Dunbar)
- Tour de Californie : 2014 (Bradley Wiggins), 2018 (Egan Bernal)
- Tour d'Autriche : 2014 (Peter Kennaugh) et 2023 (Jhonatan Narváez)
- Tour d'Andalousie : 2015 (Christopher Froome)
- Tour du Trentin/Tour des Alpes : 2015 (Richie Porte), 2016 (Mikel Landa), 2017 (Geraint Thomas), 2019 (Pavel Sivakov) et 2023 (Tao Geoghegan Hart)
- Tour de Yorkshire : 2015 (Lars Petter Nordhaug), 2019 (Christopher Lawless)
- Tour de la Communauté valencienne : 2016 (Wout Poels)
- Herald Sun Tour : 2016 (Christopher Froome), 2019 (Dylan van Baarle)
- Tour de Burgos : 2017 (Mikel Landa), 2019 (Iván Sosa)
- Colombia Oro y Paz : 2018 (Egan Bernal)
- Route d'Occitanie : 2020 (Egan Bernal)
- Tour de La Provence : 2021 (Iván Sosa)
- Tour de Hongrie : 2022 (Eddie Dunbar)
- Tour de San Juan : 2023 (Filippo Ganna)

### Championnats nationaux
- Championnats d'Australie sur route : 3

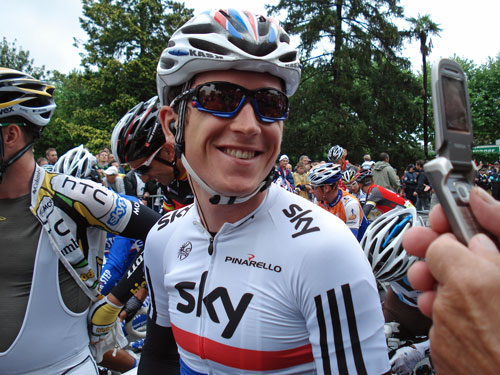
Geraint Thomas vêtu du maillot de champion de Grande-Bretagne en 2010

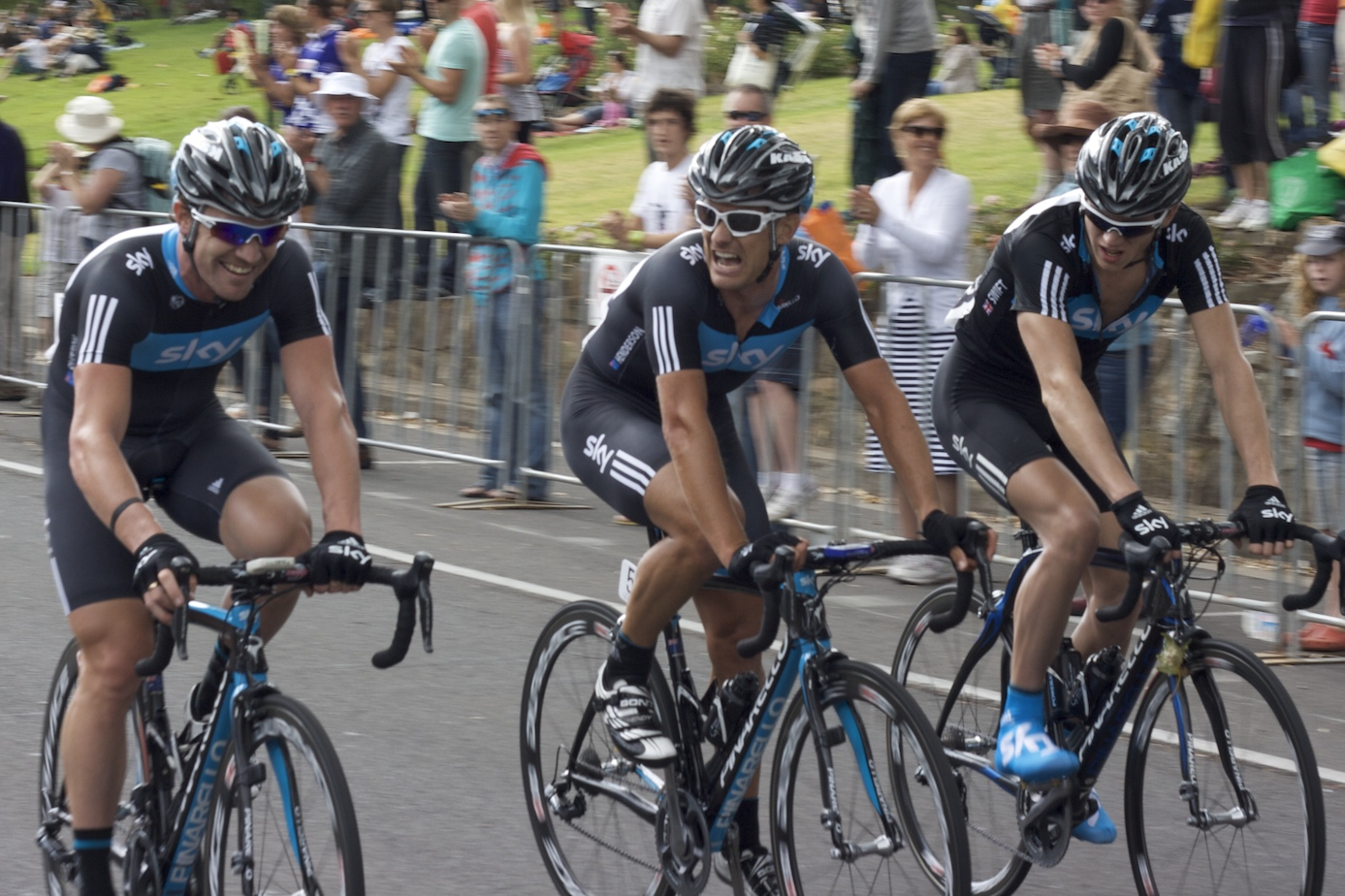
Gregory Henderson, Christopher Sutton et Ben Swift en 2010

  - Course en ligne : 2022 et 2023 (Luke Plapp)
  - Contre-la-montre : 2015 (Richie Porte)
- Championnats de Biélorussie sur route : 4
  - Contre-la-montre : 2013, 2014 (Kanstantsin Siutsou), 2015 et 2018 (Vasil Kiryienka)
- Championnats du Canada sur route : 1
  - Contre-la-montre : 2025 (Michael Leonard)
  - Contre-la-montre espoirs : 2023 (Michael Leonard)
- Championnats de Colombie sur route : 4
  - Course en ligne : 2017, 2018 (Sergio Henao) et 2025 (Egan Bernal)
  - Contre-la-montre : 2018 et 2025 (Egan Bernal) et 2022 (Daniel Martínez)
- Championnat d'Équateur sur route : 1
  - Contre-la-montre : 2022 (Richard Carapaz)
- Championnat des États-Unis sur route : 1
  - Contre-la-montre : 2025 (Artem Shmidt)
- Championnats d'Espagne sur route : 4
  - Course en ligne : 2022 (Carlos Rodriguez)
  - Contre-la-montre : 2018, 2019 et 2023 (Jonathan Castroviejo)
- Championnats de Finlande sur route : 1
  - Course en ligne : 2011 (Kjell Carlström)
- Championnats de Grande-Bretagne sur route : 18
  - Course en ligne : 2010 (Geraint Thomas), 2011 (Bradley Wiggins), 2012 (Ian Stannard), 2014, 2015 (Peter Kennaugh), 2019, 2021 (Ben Swift), 2024 (Ethan Hayter) et 2025 (Samuel Watson)
  - Contre-la-montre : 2010, 2014 (Bradley Wiggins), 2011, 2012 (Alex Dowsett), 2018 (Geraint Thomas), 2021, 2022 (Ethan Hayter), 2023 et 2024 (Joshua Tarling)
- Championnats d'Irlande sur route : 2
  - Course en ligne : 2016 (Nicolas Roche)
  - Contre-la-montre : 2016 (Nicolas Roche)
- Championnats d'Italie sur route : 8
  - Contre-la-montre : 2017, 2018 (Gianni Moscon), 2019, 2020, 2022, 2023, 2024 et 2025 (Filippo Ganna)
- Championnats du Luxembourg sur route : 8
  - Contre-la-montre : 2025 (Bob Jungels)
- Championnats de Norvège sur route : 5
  - Course en ligne : 2012 (Edvald Boasson Hagen)
  - Contre-la-montre : 2010, 2011, 2013 (Edvald Boasson Hagen) et 2025 (Tobias Foss)
- Championnats des Pays-Bas sur route : 1
  - Contre-la-montre : 2018 (Dylan van Baarle)
- Championnats de Pologne sur route : 3
  - Course en ligne : 2018 (Michał Kwiatkowski)
  - Contre-la-montre : 2017 et 2023 (Michał Kwiatkowski)
- Championnats de République tchèque sur route : 1
  - Contre-la-montre : 2016 (Leopold König)

## Bilan sur les grands tours
Le Tour d'Italie 2010 est le premier grand tour auquel participe l'équipe. Elle remporte une étape dès sa première participation. Au total, elle a remporté douze grands tours et compte 60 victoires d'étapes. Lors du Tour d'Espagne 2010, l'équipe ne prend pas le départ de la huitième étape après la mort de l'un de ses soigneurs et plusieurs abandons au sein de son équipe en raison d'un virus. Lors du Tour d'Espagne 2011, l'équipe Sky remporte deux étapes et réussit l'exploit de placer deux coureurs sur le podium : Christopher Froome (déclaré vainqueur après le déclassement pour dopage de Cobo) et Bradley Wiggins. Lors du Tour d'Italie 2012, Rigoberto Urán termine l'épreuve à la 7e place et est le coureur de la formation Sky le mieux placé au classement général. Mark Cavendish remporte quant à lui 3 étapes. Le Tour de France 2012 est le premier Tour de France remporté par un coureur de la Sky. Il s'agit du Britannique Bradley Wiggins qui remporte également deux étapes. Cavendish remporte trois étapes et Froome s'impose à la Planche des Belles Filles et termine second du général. L'équipe Sky est donc l'équipe ayant gagné le plus d'étapes sur ce Tour de France. L'équipe récidive lors des Tours de France 2013, 2015, 2016 et 2017, du Tour d'Espagne 2017 et du Tour d'Italie 2018 avec cette fois la victoire de Christopher Froome, Geraint Thomas remporte qu'en à lui, le Tour de France 2018, puis c'est Egan Bernal qui lui succède en 2019. En 2020, Tao Geoghegan Hart remporte le Tour d'Italie, ainsi que le maillot du meilleur jeune, tandis que l'équipe remporte au total 7 étapes dont 4 pour le seul Filippo Ganna. Lors du Tour d'Italie 2021, Egan Bernal gagne le général, le classement du meilleur jeune et deux étapes.
| - Tour de France - 16 participations (2010, 2011, 2012, 2013, 2014, 2015, 2016, 2017, 2018, 2019, 2020, 2021, 2022, 2023, 2024, 2025) - 23 victoires d'étapes : - 2 en 2011 : Edvald Boasson Hagen (2) - 6 en 2012 : Mark Cavendish (3), Bradley Wiggins (2), Christopher Froome - 3 en 2013 : Christopher Froome (3) - 1 en 2015 : Christopher Froome - 2 en 2016 : Christopher Froome (2) - 1 en 2017 : Geraint Thomas - 2 en 2018 : Geraint Thomas (2) - 1 en 2020 : Michał Kwiatkowski - 1 en 2022 : Tom Pidcock - 2 en 2023 : Michał Kwiatkowski, Carlos Rodríguez - 2 en 2025 : Thymen Arensman (2) - 7 victoires finales : - Bradley Wiggins : 2012 - Christopher Froome : 2013, 2015, 2016, 2017 - Geraint Thomas : 2018 - Egan Bernal : 2019 - 4 classements annexes : - Grand Prix de la montagne : Christopher Froome (2015) - Classement par équipes : 2017 et 2022 - Classement du meilleur jeune : Egan Bernal (2019) | - Tour d'Italie - 16 participations (2010, 2011, 2012, 2013, 2014, 2015, 2016, 2017, 2018, 2019, 2020, 2021, 2022, 2023, 2024, 2025) - 26 victoires d'étapes : - 1 en 2010 : Bradley Wiggins - 3 en 2012 : Mark Cavendish (3) - 2 en 2013 : contre-la-montre par équipes, Rigoberto Urán - 2 en 2015 : Elia Viviani, Vasil Kiryienka - 1 en 2016 : Mikel Nieve - 1 en 2017 : Mikel Landa - 2 en 2018 : Christopher Froome (2) - 7 en 2020 : Filippo Ganna (4), Tao Geoghegan Hart (2), Jhonatan Narváez - 4 en 2021 : Filippo Ganna (2), Egan Bernal (2) - 2 en 2024 : Jhonatan Narváez, Filippo Ganna - 1 en 2025 : Joshua Tarling - 3 victoires finales : - Christopher Froome : 2018 - Tao Geoghegan Hart : 2020 - Egan Bernal : 2021 - 12 classements annexes : - Classement du meilleur jeune : Rigoberto Urán (2012), Tao Geoghegan Hart (2020) et Egan Bernal (2021) - Grand Prix de la montagne : Mikel Nieve (2016), Mikel Landa (2017) et Christopher Froome (2018) - Prix de la combativité : Mark Cavendish (2012) et Mikel Landa (2017) - Azzurri d'Italia : Mark Cavendish (2012) - Classement par équipes (2018, 2020 et 2021) | - Tour d'Espagne - 15 participations (2010, 2011, 2012, 2013, 2014, 2015, 2016, 2017, 2018, 2019, 2020, 2021, 2022, 2023, 2024) - 13 victoires d'étapes : - 2 en 2011 : Christopher Sutton, Christopher Froome - 1 en 2013 : Vasil Kiryienka - 1 en 2015 : Nicolas Roche - 3 en 2016 : contre-la-montre par équipes, Chris Froome (2) - 2 en 2017 : Christopher Froome (2) - 3 en 2022 : Richard Carapaz (3) - 1 en 2023 : Filippo Ganna - 2 victoires finales : - Christopher Froome : 2011 et 2017 - 4 classements annexes : - Classement du combiné : Christopher Froome (2011 et 2017) - Prix de la combativité : Christopher Froome (2014) - Classement par points : Christopher Froome (2017) - Grand Prix de la montagne : Richard Carapaz (2022) |

## Principaux coureurs depuis les débuts
Ce tableau présente les résultats obtenus au sein de l'équipe par une sélection de coureurs qui se sont distingués soit par le rôle de leader ou de capitaine de route qui leur a été attribué pendant tout ou partie de leur passage dans l'équipe, leur longévité au sein de celle-ci, soit en remportant une course majeure pour l'équipe, soit encore par leur place dans l'histoire du cyclisme en général. La majorité des coureurs cités se distinguent par plusieurs de ces caractéristiques.
| Nom                  | Naissance | Nationalité      | Arrivée   | Départ    | Résultats |
| -------------------- | --------- | ---------------- | --------- | --------- | --- |
| Greg Henderson       | 1976      | Nouvelle-Zélande | 2010      | 2011      | 2 étapes de Paris-Nice (2010, 2011) 1 étape de l'Eneco Tour (2010) 3e du Tour Down Under (2010) |
| Michael Rogers       | 1979      | Australie        | 2011      | 2012      | 2e du Critérium du Dauphiné (2012) |
| Mark Cavendish       | 1985      | Grande-Bretagne  | 2012      | 2012      | 3 étapes du Tour d'Italie (2012) 3 étapes du Tour de France (2012) 1 étape de Tirreno-Adriatico (2012) |
| Rigoberto Urán       | 1987      | Colombie         | 2011      | 2013      | 1 étape du Tour de Catalogne (2012) 1 étape du Tour d'Italie (2013) 2e du Tour d'Italie (2013) 3e du Tour de Lombardie (2012) |
| Edvald Boasson Hagen | 1987      | Norvège          | 2010      | 2014      | Eneco Tour (2011) Grand Prix de Plouay (2012) 3 étapes du Critérium du Dauphiné (2010, 2012, 2013) 2 étapes du Tour de France (2011) 2 étapes de Tirreno-Adriatico (2010, 2012) 1 étape de l'Eneco Tour (2011) 3e du Tour de Pékin (2012) 3e de l'Eneco Tour (2010) |
| Christopher Sutton   | 1984      | Australie        | 2010      | 2015      | 1 étape du Tour Down Under (2010) 1 étape du Tour d'Espagne (2011) |
| Lars Petter Nordhaug | 1984      | Norvège          | 2010 2015 | 2012 2016 | Grand Prix de Montréal (2012) |
| Bradley Wiggins      | 1980      | Grande-Bretagne  | 2010      | 2015      | Champion olympique du contre-la-montre (2012) Champion du monde du contre-la-montre (2014) Tour de France (2012) Critérium du Dauphiné (2011, 2012 Paris-Nice (2012) Tour de Romandie (2012) 2 étapes du Tour de Romandie (2012) 2 étapes du Tour de France (2012) 1 étape du Tour d'Italie (2010) 1 étape de Paris-Nice (2012) 1 étape du Critérium du Dauphiné (2012) 1 étape du Tour de Pologne (2013) 2e du Tour d'Espagne (2011) 3e de Paris-Nice (2011) |
| Nicolas Roche        | 1984      | Irlande          | 2015      | 2016      | 1 étape du Tour d'Espagne (2015) |
| Peter Kennaugh       | 1989      | Grande-Bretagne  | 2014      | 2017      | 2 étapes du Critérium du Dauphiné (2015, 2017) |
| Mikel Nieve          | 1984      | Espagne          | 2014      | 2017      | Meilleur grimpeur du Tour d'Italie (2016) 1 étape du Critérium du Dauphiné (2014) 1 étape du Tour d'Italie (2016) |
| Mikel Landa          | 1989      | Espagne          | 2016      | 2017      | Meilleur grimpeur du Tour d'Italie (2017) 1 étape du Tour du Pays basque (2016) 1 étape du Tour d'Italie (2017) 4e du Tour de France (2017) |
| Danny Van Poppel     | 1993      | Pays-Bas         | 2016      | 2017      | 1 étape du Tour de Pologne (2017) |
| Sergio Henao         | 1987      | Colombie         | 2012      | 2018      | Paris-Nice (2017) 1 étape du Tour du Pays basque (2013) 1 étape du Tour de Pologne (2015) 2e du Tour du Pays basque (2015, 2016) 2e de la Flèche wallonne (2013) 3e du Tour Down Under (2016) 3e du Tour du Pays basque (2013) 3e du Tour de Pologne (2012) |
| David Lopez          | 1981      | Espagne          | 2013      | 2018      | 1 étape du Benelux Tour (2013) 3e du Tour de Pékin (2013) |
| Łukasz Wiśniowski    | 1991      | Pologne          | 2017      | 2018      | 2e du Circuit Het Nieuwsblad (2018) |
| Jonathan Dibben      | 1994      | Grande-Bretagne  | 2017      | 2018      | 1 étape du Tour de Californie (2017) |
| Wout Poels           | 1987      | Pays-Bas         | 2015      | 2019      | Liège-Bastogne-Liège (2016) 1 étape de Tirreno-Adriatico (2015) 1 étape du Tour de Catalogne (2016) 1 étape du Tour de Pologne (2017) 1 étape de Paris-Nice (2018) 1 étape du Critérium du Dauphiné (2019) 3e du Tour Down Under (2019) 3e du Tour de Pologne (2017) |
| Diego Rosa           | 1989      | Italie           | 2017      | 2019      | 3e du Tour du Guangxi (2019) |
| David de la Cruz     | 1989      | Espagne          | 2018      | 2019      | 1 étape de Paris-Nice (2018) |
| Vasil Kiryienka      | 1981      | Biélorussie      | 2013      | 2020      | Champion du monde du contre-la-montre (2015) 1 étape du Tour d'Espagne (2013) 1 étape du Tour d'Italie (2015) |
| Christopher Froome   | 1985      | Grande-Bretagne  | 2010      | 2020      | Tour de France (2013, 2015, 2016, 2017) Tour d'Espagne (2011, 2017) Tour d'Italie (2018) Meilleur grimpeur du Tour d'Italie (2018) Classement par points du Tour d'Espagne (2017) Meilleur grimpeur du Tour de France (2015) Tour de Romandie (2013, 2014) Critérium du Dauphiné (2013, 2015, 2016) 7 étapes du Tour de France (2012, 3x 2013, 2015, 2x 2016) 6 étapes du Critérium du Dauphiné (2013, 2x 2014, 2x 2015, 2016) 3 étapes du Tour d'Espagne (2011, 2x 2016, 2x 2017) 3 étapes du Tour de Romandie (2013, 2014, 2016) 2 étapes du Tour d'Italie (2018) 1 étape de Tirreno-Adriatico (2013) 3e du Tour de France (2018) 2e du Tour d'Espagne (2016) 2e du Tour d'Espagne (2014) 4e du Tour d'Espagne (2012) 2e du Tour de France (2012) 2e de Tirreno-Adriatico (2013) 3e du Tour de Romandie (2015) 3e du Tour de Pékin (2011) |
| Gianni Moscon        | 1994      | Italie           | 2016      | 2021      | Tour du Guangxi (2018) 1 étape du Tour du Guangxi (2018) 3e du Tour de Lombardie (2017) |
| Rohan Dennis         | 1990      | Australie        | 2020      | 2021      | 1 étape du Tour de Catalogne (2021) 1 étape du Tour de Romandie (2021) |
| Dylan van Baarle     | 1992      | Pays-bas         | 2018      | 2022      | À travers les Flandres (2021) Paris-Roubaix (2022) 1 étape du Critérium du Dauphiné (2019) 2e du Tour des Flandres (2022) |
| Richard Carapaz      | 1993      | Équateur         | 2020      | 2022      | Meilleur grimpeur du Tour d'Espagne (2022) Champion olympique sur route (2021) Tour de Suisse (2021) 3 étapes du Tour d'Espagne (2022) 1 étape du Tour de Pologne (2020) 1 étape du Tour de Suisse (2021) 1 étape du Tour de Catalogne (2022) 2e du Tour d'Italie (2022) 3e du Tour de France (2021) 2e du Tour d'Espagne (2020) 2e du Tour de Catalogne (2022) |
| Richie Porte         | 1985      | Australie        | 2012 2021 | 2015 2022 | Paris-Nice (2013, 2015) Tour de Catalogne (2015) Critérium du Dauphiné (2021) 4 étapes de Paris-Nice (2x 2013, 2x 2015) 2 étapes du Tour Down Under (2014, 2015) 1 étape du Tour du Pays basque (2013) 2e du Tour de Catalogne (2021) 2e du Tour de Romandie (2021) 2e du Tour Down Under (2015) 2e du Tour du Pays basque (2013) 2e du Critérium du Dauphiné (2013) |
| Adam Yates           | 1992      | Grande-Bretagne  | 2021      | 2022      | Tour de Catalogne (2021) 1 étape du Tour de Catalogne (2021) 4e du Tour d'Espagne (2021) 2e du Tour des Émirats arabes unis (2021, 2022) 3e du Tour de Lombardie (2021) |
| Tao Geoghegan Hart   | 1995      | Grande-Bretagne  | 2017      | 2023      | Tour d'Italie (2020) Meilleur jeune du Tour d'Italie (2020) 2 étapes du Tour d'Italie (2020) 3e de Tirreno-Adriatico (2023) |
| Pavel Sivakov        | 1997      | France           | 2018      | 2023      | Tour de Pologne (2019) 2e de la Cadel Evans (2020) 2e de la Classique San Sebastian (2022) 2e du Grand Prix de Montréal (2023) |
| Daniel Martinez      | 1996      | Colombie         | 2021      | 2023      | Tour du Pays basque (2022) 1 étape du Tour du Pays basque (2022) 5e du Tour d'Italie (2021) 3e de Paris-Nice (2022) |
| Luke Plapp           | 2000      | Australie        | 2022      | 2023      | 2e du Tour des Émirats arabes unis (2023) |
| Elia Viviani         | 1989      | Italie           | 2015 2022 | 2017 2024 | Cyclassics Hamburg (2017) Bretagne Classic (2017) 1 étape du Tour d'Italie (2015) 1 étape de l'Eneco Tour (2015) 1 étape du Tour de Romandie (2017) 1 étape du Tour du Guangxi (2023) 3e de la Cyclassics Hamburg 2022 (2023) |
| Jhonatan Narvaez     | 1997      | Équateur         | 2019      | 2024      | 2 étapes du Tour d'Italie (2020, 2024) 2e du Tour Down Under (2024) |
| Ethan Hayter         | 1998      | Grande-Bretagne  | 2020      | 2024      | Tour de Pologne (2022) 3 étapes du Tour de Romandie (2x 2022, 2023) 1 étape du Tour du Pays basque (2023) 3e du Tour du Guangxi (2023) |
| Tom Pidcock          | 1999      | Grande-Bretagne  | 2021      | 2024      | Strade Bianche (2023) Amstel Gold Race (2024) 1 étape du Tour de France (2022) 2e de Liège-Bastogne-Liège (2023) 2e de l'Amstel Gold Race (2021) 3e de l'Amstel Gold Race (2023) 3e d'À travers les Flandres (2022) |
| Geraint Thomas       | 1986      | Grande-Bretagne  | 2010      |           | Tour de France (2018) Paris-Nice (2016) Critérium du Dauphiné (2018) Tour de Romandie (2021) Tour de Suisse (2022) Grand Prix E3 (2015) 3 étapes du Tour de France (2017, 2x 2018) 1 étape du Tour de Romandie (2012) 1 étape du Tour Down Under (2013) 1 étape de Tirreno-Adriatico (2017) 1 étape du Critérium du Dauphiné (2021) 2e du Tour d'Italie (2023) 3e du Tour de France (2022) 2e du Tour de France (2019) 2e de Tirreno-Adriatico (2020) 2e du Tour de Suisse (2015) 3e du Tour de Catalogne (2021) 3e du Critérium du Dauphiné (2021) 3e du Tour de Romandie (2019) 3e de Tirreno-Adriatico (2018) 3e du Tour Down Under (2013) 3e de Gand-Wevelgem (2015) 3e du Grand Prix E3 (2014) |
| Ben Swift            | 1987      | Grande-Bretagne  | 2010 2019 | 2016      | 2 étapes du Tour Down Under (2011) 1 étape du Tour de Romandie (2011) 1 étape du Tour du Pays basque (2014) 2e de Milan-San Remo (2016) 3e du Tour Down Under (2011) 3e de Milan-San Remo (2014) |
| Michal Kwiatkowski   | 1990      | Pologne          | 2016      |           | Tirreno-Adriatico (2018) Tour de Pologne (2018) Grand Prix E3 (2016) Strade Bianche (2017) Milan-San Remo (2017) Classique de Saint-Sébastien (2017) Amstel Gold Race (2022) 2 étapes du Tour de Pologne (2018) 2 étapes du Tour de France (2020, 2023) 1 étape du Critérium du Dauphiné (2018) 2e de l'Amstel Gold Race (2017) 3e du Tour de Pologne (2021, 2023) 3e de Paris-Nice (2019) 3e de Milan-San Remo (2019) 3e de Liège-Bastogne-Liège (2017) |
| Egan Bernal          | 1997      | Colombie         | 2018      |           | Tour de France (2019) Tour d'Italie (2021) Meilleur jeune du Tour de France (2019) Meilleur jeune du Tour d'Italie (2021) Tour de Californie (2018) Paris-Nice (2019) Tour de Suisse (2019) 2 étapes du Tour de Californie (2018) 2 étapes du Tour d'Italie (2021) 1 étape du Tour de Romandie (2018) 1 étape du Tour de Suisse (2019) 2e du Tour de Romandie (2018) 3e du Tour de Catalogne (2019, 2024) 3e de la Strade Bianche (2021) 3e du Tour de Lombardie (2019) |
| Filippo Ganna        | 1996      | Italie           | 2019      |           | Champion du monde du contre-la-montre (2020, 2021) 7 étapes du Tour d'Italie (4x 2020, 2x 2021, 2024) 3 étapes de Tirreno-Adriatico (2020, 2022, 2023, 2025) 1 étape du Benelux Tour (2019) 1 étape du Tour des Émirats arabes unis (2021) 1 étape du Critérium du Dauphiné (2022) 1 étape du Tour d'Espagne (2023) 2e de Milan-San Remo (2023, 2025) 2e de Tirreno-Adriatico (2025) 3e de l'E (2025) |
| Carlos Rodriguez     | 2001      | Espagne          | 2020      |           | Tour de Romandie (2024) 1 étape du Tour de France (2023) 2 étapes du Tour du Pays basque (2022, 2024) 1 étape du Critérium du Dauphiné (2024) 5e du Tour de France (2023) 2e du Tour du Pays basque (2024) |
| Magnus Sheffield     | 2002      | États-Unis       | 2022      |           | 1 étape de Paris-Nice (2025) |
| Joshua Tarling       | 2004      | Grande-Bretagne  | 2023      |           | Champion d'Europe du contre-la-montre (2023) 1 étape du Benelux Tour (2023) 1 étape du Tour des Émirats arabes unis (2025) 1 étape du Tour d'Italie (2025) |
| Thymen Arensman      | 1999      | Pays-Bas         | 2023      |           | 3e de Paris-Nice (2025) 2 étapes du Tour de France (2025) |
| Caleb Ewan           | 1994      | Australie        | 2025      |           | 1 étape du Tour du Pays basque (2025) |
| Samuel Watson        | 2001      | Grande-Bretagne  | 2025      |           | 1 étape du Tour de Romandie (2025) |

## Ineos Grenadiers en 2025
| Effectif 2025                    | Effectif 2025     | Effectif 2025 | Effectif 2025                      |
| Cycliste                         | Date de naissance | Pays          | Équipe précédente                  |
| -------------------------------- | ----------------- | ------------- | ---------------------------------- |
| Thymen Arensman                  | 4 décembre 1999   | Pays-Bas      | Team DSM (2022)                    |
| Andrew August                    | 12 octobre 2005   | États-Unis    | Hot Tubes Cycling (2023)           |
| Egan Bernal                      | 13 janvier 1997   | Colombie      | Androni-Sidermec-Bottecchia (2017) |
| Jonathan Castroviejo             | 27 avril 1987     | Espagne       | Movistar Team (2017)               |
| Laurens De Plus                  | 4 septembre 1995  | Belgique      | Jumbo-Visma (2020)                 |
| Tobias Foss                      | 25 mai 1997       | Norvège       | Jumbo-Visma (2023)                 |
| Omar Fraile                      | 17 juillet 1990   | Espagne       | Astana-Premier Tech (2021)         |
| Filippo Ganna                    | 25 juillet 1996   | Italie        | UAE Team Emirates (2018)           |
| Lucas Hamilton                   | 12 février 1996   | Australie     | Team Jayco AlUla (2024)            |
| Kim Heiduk                       | 3 mars 2000       | Allemagne     | Team Lotto-Kern Haus (2021)        |
| Bob Jungels                      | 22 septembre 1992 | Luxembourg    | Red Bull-Bora-Hansgrohe (2024)     |
| Michał Kwiatkowski               | 2 juin 1990       | Pologne       | Etixx-Quick Step (2015)            |
| Victor Langellotti               | 7 juin 1995       | Monaco        | Burgos-BH (2024)                   |
| Axel Laurance                    | 13 avril 2001     | France        | Alpecin-Deceuninck (2024)          |
| Michael Leonard                  | 26 mars 2004      | Canada        | Team Franco Ballerini (2022)       |
| Salvatore Puccio                 | 31 août 1989      | Italie        |                                    |
| Brandon Rivera                   | 21 mars 1996      | Colombie      | GW Shimano (2019)                  |
| Carlos Rodríguez                 | 2 février 2001    | Espagne       |                                    |
| Óscar Rodríguez Garaicoechea     | 6 mai 1995        | Espagne       | Movistar Team (2023)               |
| Magnus Sheffield                 | 19 avril 2002     | États-Unis    | Rally Cycling (2021)               |
| Artem Shmidt                     | 30 janvier 2004   | États-Unis    | Hagens Berman Jayco (2024)         |
| Ben Swift                        | 5 novembre 1987   | Royaume-Uni   | UAE Team Emirates (2018)           |
| Connor Swift                     | 30 octobre 1995   | Royaume-Uni   | Arkéa-Samsic (2022)                |
| Joshua Tarling                   | 15 février 2004   | Royaume-Uni   | FlandersColor Galloo (2022)        |
| Geraint Thomas                   | 25 mai 1986       | Royaume-Uni   | Barloworld (2009)                  |
| Ben Turner                       | 28 mai 1999       | Royaume-Uni   | Trinity Racing (2021)              |
| Samuel Watson                    | 24 septembre 2001 | Royaume-Uni   | Groupama-FDJ (2024)                |
| Caleb Ewan (1 janv.–6 mai, note) | 11 juillet 1994   | Australie     | Team Jayco AlUla (2024)            |
| Peter Øxenberg (1 août–31 déc.)  | 23 octobre 2005   | Danemark      | ColoQuick (2024)                   |
|                                  |                   |               |                                    |
| Source : ProCyclingStats         |                   |               |                                    |

note: Caleb Ewan, retraite sportive

Victoires
| Victoires | Victoires                                               | Victoires           | Victoires | Victoires          | Victoires |
| Date      | Course                                                  | Pays                | Classe    | Vainqueur          |           |
| --------- | ------------------------------------------------------- | ------------------- | --------- | ------------------ | --------- |
| 6 fév.    | Championnat de Colombie du contre-la-montre             | Colombie            | CN        | Egan Bernal        |           |
| 9 fév.    | Championnat de Colombie sur route                       | Colombie            | CN        | Egan Bernal        |           |
| 17 fév.   | Clásica Jaén                                            | Espagne             | 1.1       | Michał Kwiatkowski |           |
| 18 fév.   | 2e étape du Tour des Émirats arabes unis                | Émirats arabes unis | 2.UWT     | Joshua Tarling     |           |
| 10 mars   | 1re étape, Tirreno-Adriatico                            | Italie              | 2.UWT     | Filippo Ganna      |           |
| 16 mars   | 8e étape, Paris-Nice                                    | France              | 2.UWT     | Magnus Sheffield   |           |
| 25 mars   | 1re étape de la Semaine internationale Coppi et Bartali | Italie              | 2.1       | Caleb Ewan         |           |
| 8 avr.    | 2e étape du Tour du Pays basque                         | Espagne             | 2.UWT     | Caleb Ewan         |           |
| 24 avr.   | 4e étape du Tour des Alpes                              | Autriche            | 2.Pro     | Thymen Arensman    |           |
| 29 avr.   | Prologue du Tour de Romandie                            | Suisse              | 2.UWT     | Samuel Watson      |           |
| 10 mai    | 2e étape du Tour d'Italie                               | Albanie             | 2.UWT     | Joshua Tarling     |           |
| 17 mai    | 4e étape des Quatre Jours de Dunkerque                  | France              | 2.Pro     | Samuel Watson      |           |
| 18 mai    | Classement général, Quatre Jours de Dunkerque           | France              | 2.Pro     | Samuel Watson      |           |
| 21 mai    | Championnat des États-Unis du contre-la-montre          | États-Unis          | CN        | Artem Shmidt       |           |
| 26 juin   | Championnat de Norvège du contre-la-montre              | Norvège             | CN        | Tobias Foss        |           |
| 26 juin   | Championnat d'Italie du contre-la-montre                | Italie              | CN        | Filippo Ganna      |           |
| 26 juin   | Championnat du Luxembourg du contre-la-montre           | Luxembourg          | CN        | Bob Jungels        |           |
| 27 juin   | Championnat du Canada du contre-la-montre               | Canada              | CN        | Michael Leonard    |           |
| 29 juin   | Championnat de Grande-Bretagne sur route                | Royaume-Uni         | CN        | Samuel Watson      |           |
| 13 juill. | 5e étape du Tour d'Autriche                             | Autriche            | 2.1       | Bob Jungels        |           |
| 19 juill. | 14e étape du Tour de France                             | France              | 2.UWT     | Thymen Arensman    |           |
| 25 juill. | 19e étape du Tour de France                             | France              | 2.UWT     | Thymen Arensman    |           |
| 6 août    | 3e étape du Tour de Pologne                             | Pologne             | 2.UWT     | Ben Turner         |           |
| 9 août    | 6e étape du Tour de Pologne                             | Pologne             | 2.UWT     | Victor Langellotti |           |

## Saisons précédentes
| - Team Sky en 2010 - Team Sky en 2011 - Team Sky en 2012 - Team Sky en 2013 - Team Sky en 2014 - Team Sky en 2015 - Team Sky en 2016 - Team Sky en 2017 | - Team Sky en 2018 - Team Ineos en 2019 - Ineos Grenadiers en 2020 - Ineos Grenadiers en 2021 - Ineos Grenadiers en 2022 - Ineos Grenadiers en 2023 - Ineos Grenadiers en 2024 |

## Médias
Une série documentaire en cinq parties faisant suite à la saison 2012 de l'équipe, « Team Sky and British Cycling: The Road to Glory », est diffusée sur Sky Atlantic le 30 août 2012. Un autre documentaire, « Bradley Wiggins: A Year in Yellow », à la suite des exploits de Wiggins dans la saison 2012 est diffusée pour la première fois sur la même chaîne en novembre 2012. L'équipe a également produit deux livres relatant le Tour de France et la saison 2013 - « 21 Days to Glory » et « The Pain and the Glory ».